# Siddharta Gautama
Siddharta Gautama (Kapilavastu, Lumbini, actual Nepal, vers el 566 aC - Kushinagar, actual Índia, vers el 486 aC) va ser un mestre espiritual de la regió nord-est del subcontinent indi l'ensenyament del qual és l'origen del budisme. En la majoria de les tradicions budistes és considerat el "Buda Suprem" (Sammāsambuddha) de la nostra època. Les dates del seu naixement i mort són incertes: la majoria dels primers historiadors del segle xx dataven la seva vida entre els anys 563 aC a 483 aC però més recentment, en un simposi d'especialistes d'aquesta qüestió, es van aportar dades que situen la franja uns vint anys a banda i banda del 400 aC per la mort de Buda, amb el suport d'altres dates anteriors o posteriors.
Gautama, conegut també com a Śakyamuni ('el savi dels Shakya'), és la figura clau del budisme, i les històries sobre la seva vida, els discursos i les regles monàstiques formen part de les creences dels budistes i s'han resumit i memoritzat després de la seva mort pels seus seguidors. Diversos reculls dels ensenyaments atribuïts a Gautama es transmeteren per tradició oral i el primer escrit va ser uns quatre-cents anys després. Els primers especialistes occidentals tendien a acceptar la biografia de Buda que es presenta a les escriptures budistes com si fos en gran part històrica, però actualment els erudits són cada vegada més reticents a fer afirmacions sense reserves sobre els fets històrics de la vida del Buda i dels seus ensenyaments.

Segons la tradició, Siddharta Gautama era fill d'una família rica i influent, però a l'edat de vint-i-nou anys va abandonar el seu benestar i va iniciar una vida d'asceta errant. Es va endinsar al coneixement dels Upanixad i a trenta-cinc anys, immòbil al peu d'un arbre durant quaranta-nou dies, va descobrir el misteri de l'alliberament, el nirvana. Així, va esdevenir Buda, l'"Il·luminat". Després va iniciar la propagació del seu dharma o veritat budista i va morir a vuitanta anys. El Sermó de les quatre nobles veritats el condensa, i constitueix el nucli de l'ensenyament.

## Biografia

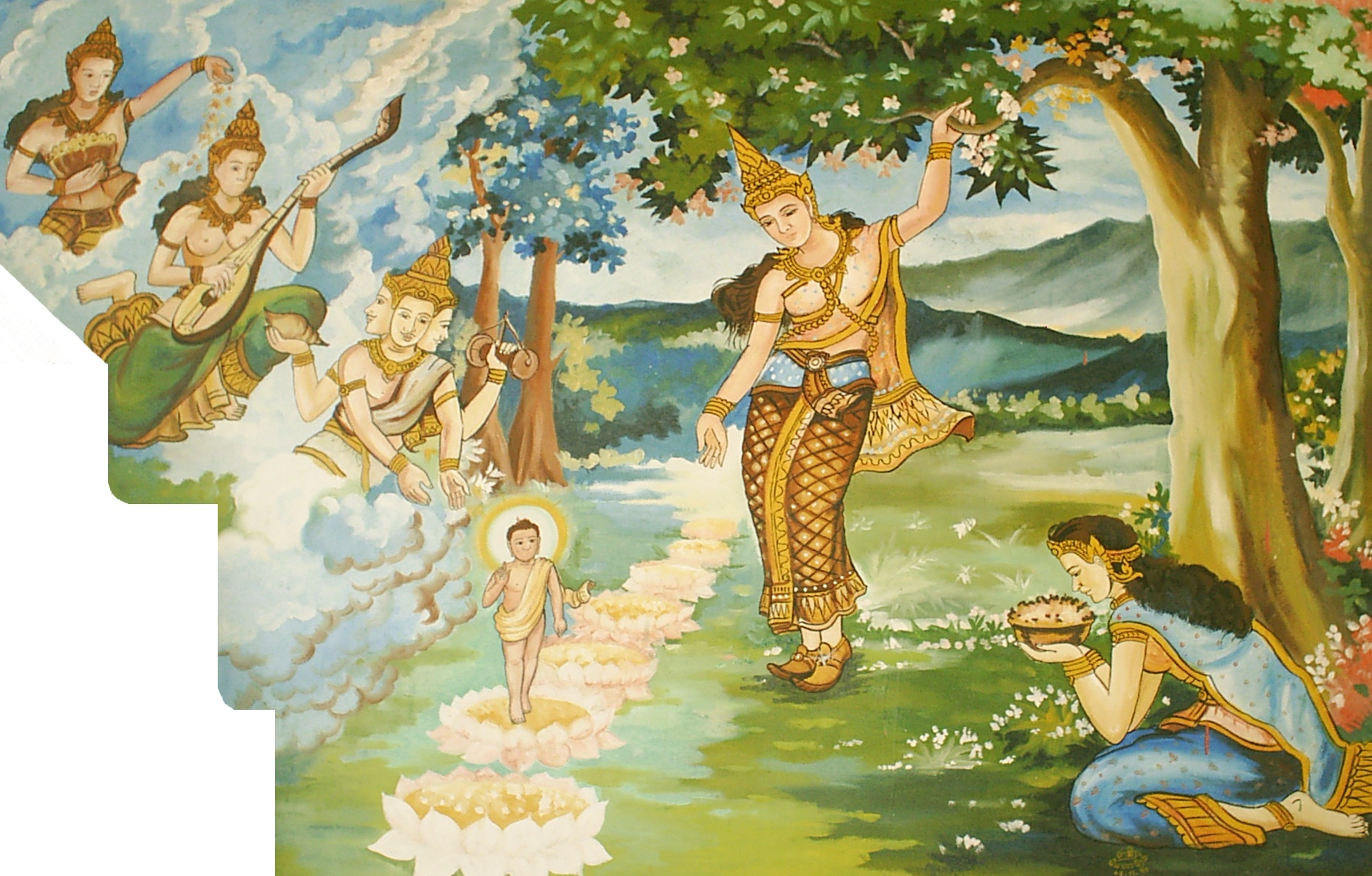
El naixement de Buda a Lumbini en una pintura d'un temple a Laos

Siddharta Gautama va néixer a Lumbini, i es va criar al petit regne o principat de Kapilavastu, a l'actual Nepal. En aquell temps (segle vi aC), aquesta zona representava els límits de la civilització vèdica, i fins i tot és possible que la llengua materna de Siddharta no fos cap llengua indoària. La seva comunitat no sembla que tingués cap sistema de castes, i la seva societat no s'estructurava segons la teoria bramànica. No era cap monarquia i sembla que s'organitzava com una oligarquia o com una mena de república. D'acord amb la tradició, però, el seu pare va ser el rei Shuddhodana, el cap del regne de shakya, de l'estat naixent de Koshala.

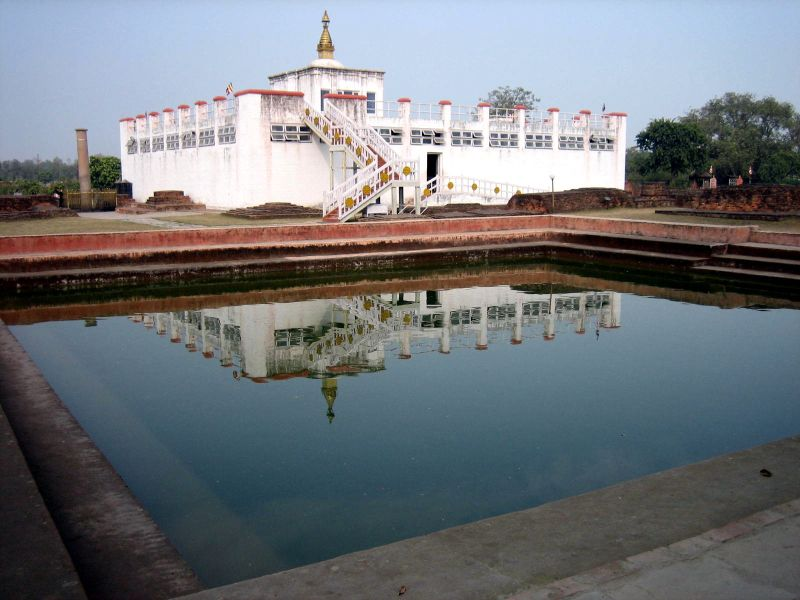
Temple de Maya Devi a Lumbini (Nepal)

Gautama era el nom de la família. La seva mare, la reina Maha Maya (Māyādevī) i esposa de Shuddhodana, era una princesa Koliyan. La nit que Siddhartha va ser concebut, la reina Maya va somiar que un elefant blanc amb sis ullals va entrar pel seu costat dret, i deu mesos lunars després Siddhartha va néixer. D'acord amb la tradició shakya, quan la seva mare va quedar embarassada, va deixar Kapilavastu per anar a parir al regne del seu pare. El part va ser durant el viatge, a Lumbini, en un jardí, sota un arbre de sal (Shorea robusta) i la reina va morir quan va donar a llum. Siddhartha va ser criat per la seva germana, Maha Pajapati.
Siddhartha estava destinat a tenir una vida de luxe com a príncep, amb tres palaus especialment construïts per a ell, i on es podia traslladar alternativament seguint l'ordre de les estacions. El seu pare, el rei Śuddhodana, desitjant que el seu fill esdevingués un gran rei el protegia dels ensenyaments religiosos i del coneixement del patiment humà. Quan el noi va arribar a l'edat de setze anys, el seu pare va organitzar el seu matrimoni amb Yaśodharā (pali: Yasodharā), una cosina de la seva mateixa edat, nascuda a la ciutat de Ramagama. Encara que aquesta és la versió tradicional, hi ha dubtes raonables sobre la historicitat de la seva vida matrimonial. D'acord amb la tradició, van tenir un fill, Rahula.
Siddhartha va passar vint-i-nou anys vivint com un príncep a Kapilavastu. Tot i que el seu pare garantia que se li proporcionés tot el benestar que desitgés, Siddhartha va considerar que la riquesa material no era l'objectiu final de la vida. Un dia va decidir visitar la ciutat i allà va poder veure per primera vegada la malaltia, l'envelliment i la mort, així com l'ascetisme. Profundament impressionat pel patiment humà, el príncep va decidir trobar la manera de superar-lo.
Així, a vint-i-nou anys, just després del naixement del seu fill, va deixar el seu regne. Durant sis anys va vagarejar per la vall del riu Ganges fent una vida ascètica, trobant mestres de totes les tradicions religioses, amb els quals va estudiar i practicar. Feia una vida mancada absolutament de comoditats, en un estat d'extrema debilitat, i dedicava els dies a meditar. Es va adonar que amb cap dels mestres no trobava la pau i es va adonar del seu error. Una tradició explica que va sentir uns músics en una barca al riu. El mestre li explicava a l'alumne: "Si tibes massa la corda, es trencarà; si la deixes massa fluixa, no sonarà bé". Va ser aleshores que va trobar el "camí del mig", futura essència del seu ensenyament. I va decidir canviar la seva forma de vida, es va rentar i va menjar.
Un cop recuperada la salut, va seure sota un arbre (més tard conegut com l'arbre Bodhi, és a dir, "arbre del despertar") i va prometre's no aixecar-se fins a assolir la il·luminació. Una tarda, al cap de quaranta-vuit dies, va assolir el nirvana ("extinció", "calma"), i des de llavors se'l va conèixer com el Buda, l'il·luminat.
A trenta-cinc anys va començar a impartir els seus ensenyaments als cinc ascetes amb qui havia compartit alguns anys de la seva vida. Durant els quaranta-cinc anys següents, va ensenyar a reis i a servents el camí a seguir per alliberar-se del cicle de renaixements samsara, és a dir, per alliberar-se del patiment.	
Va morir a vuitanta anys a Kushinagar, deixant enrere les claus per obrir la gàbia del patiment que tot ho impregna. "Recordeu-vos de què us he ensenyat. L'afany d'aconseguir és la causa de tots els mals. Tard o d'hora tot es transforma, de manera que no us aferreu a res. Practiqueu la purificació del vostre esperit i apliqueu-vos a la recerca de l'única felicitat veritable i duradora". Era el dia de lluna plena del quart mes.

### Fugida i vida ascètica

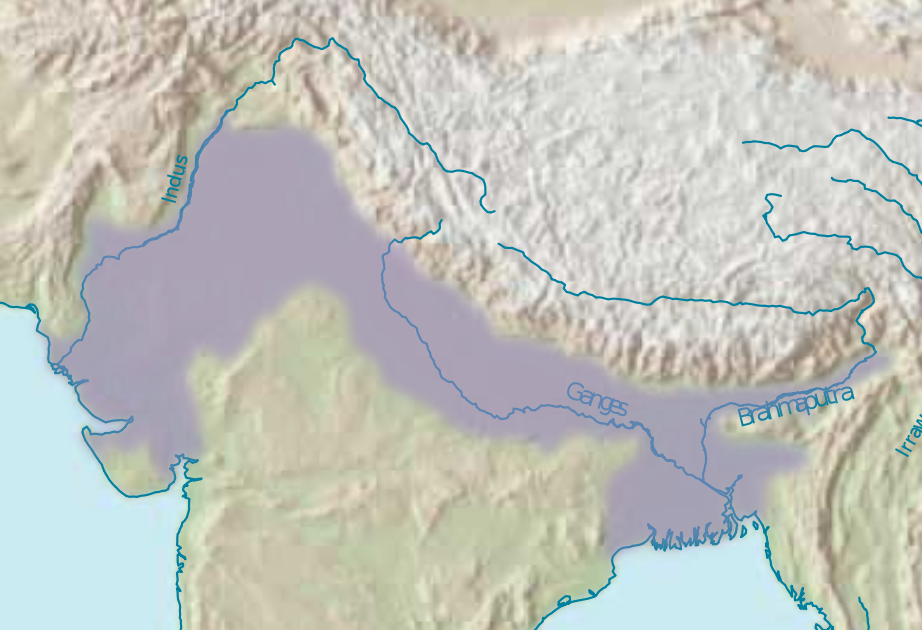
Buda va viatjar per la plana del Ganges, on la seva filosofia atreia molts seguidors.

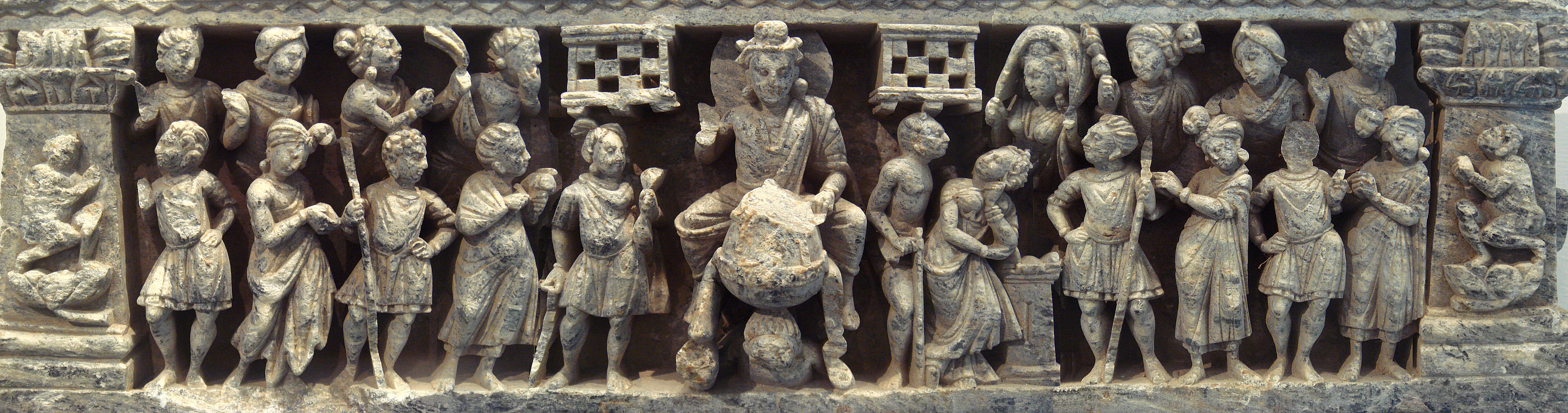
La gran partida (Gandhara,)

A 29 anys, Siddharta va deixar el seu palau perquè volia veure els seus súbdits. Malgrat els esforços del seu pare per apartar-lo dels malalts, els ancians i el patiment del poble, el descobriment de la vellesa, la malaltia i la mort fou traumàtic per a Siddhārtha. Va entendre que ell també es trobava sotmès al mateix patiment, i li va canviar el caràcter, perquè es preguntava com es pot viure en pau i felicitat si això és el que ens espera a la vida.
En una nova sortida a l'exterior, el príncep va veure un anacoreta, un monjo mendicant, de qui el va impressionar el caràcter tranquil i serè. Va decidir adoptar la vida dels monjos que vivien a l'extrem ascetisme, passant abans uns anys com un captaire. Siddhartha va deixar el seu palau, acompanyat per Channa i damunt del seu cavall Kanthaka, deixant enrere una vida regalada, la seva dona i el seu fill, per convertir-se en un captaire. Es diu que, "els unglots del cavall foren amortits pels déus", per evitar que els guàrdies se n'adonessin. Aquest esdeveniment és tradicionalment conegut com "La Gran Marxa".

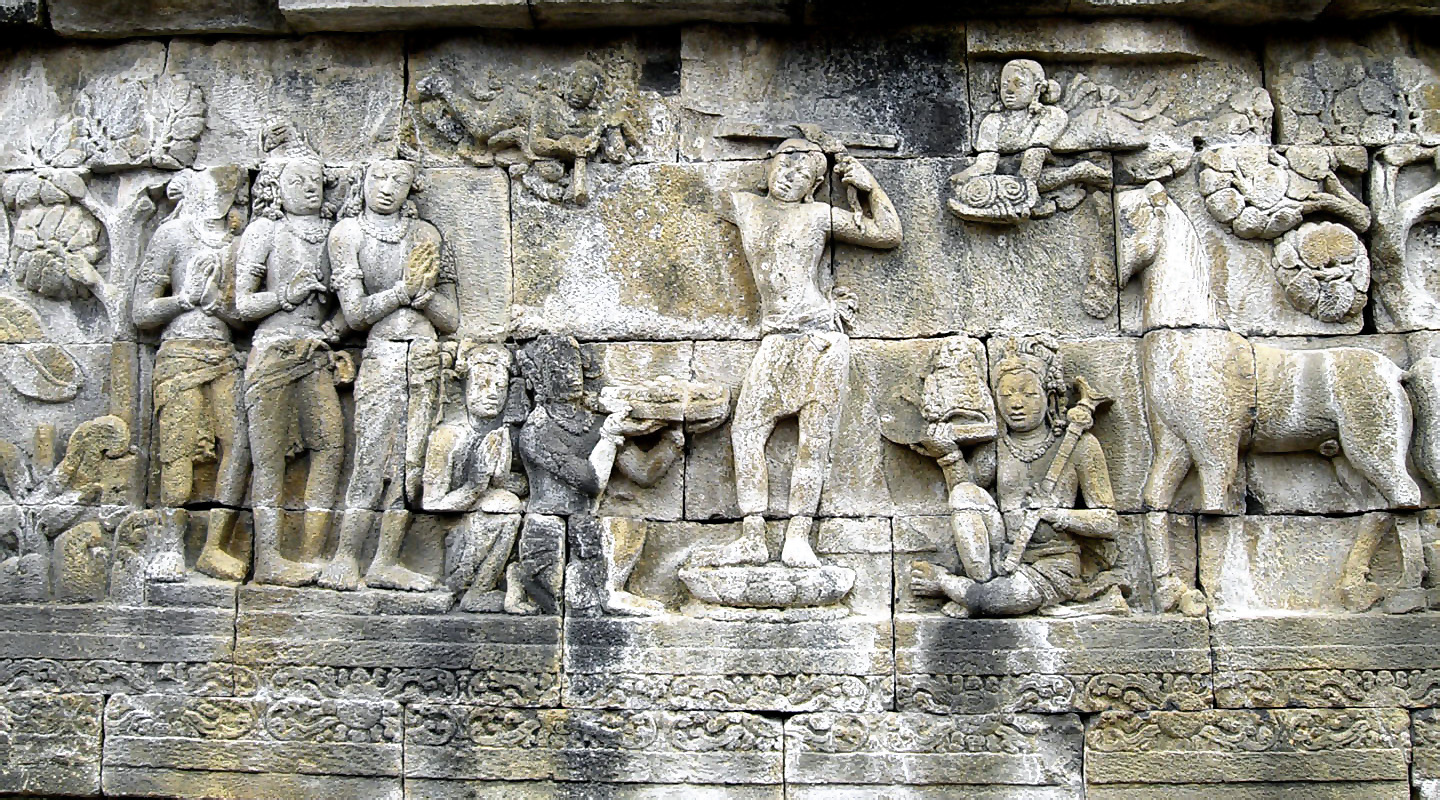
El príncep Siddharta es talla el cabell i es fa asceta. Borobudur,.

Siddharta se'n va anar amb el cap rapat i amb un vestit groc de monjo rodamón, sense diners ni béns de cap mena, a cercar la il·luminació. Més tard descobriria que tots els extrems són dolents. Primer va anar a Rajagaha. Després d'haver estat reconegut pels homes del rei Bimbisara, aquest li va oferir el tron perquè l'havien commogut els ensenyaments de Siddhartha. Va rebutjar l'oferta, però li va prometre que quan assolís la il·luminació visitaria el seu regne, Magadha, abans que cap altre.
Siddhartha deixà Rajagaha i començà a practicar amb dos mestres ermitans. Quan ja dominava els ensenyaments d'Alara Kalama (en sànscrit: Ārāḍa Kālāma), aquest li demanà que fos el seu successor, però Siddhartha va refusar i se'n va anar perquè no havia quedat prou satisfet de les pràctiques. Després va esdevenir un alumne d'Udaka Ramaputta (en sànscrit: Udraka Rāmaputra), però tot i que va assolir un alt nivell de consciència amb la meditació i que també se li va demanar que succeís Ramaputta com a mestre, encara no estava satisfet amb el camí que havia triat, i se'n va tornar a anar.

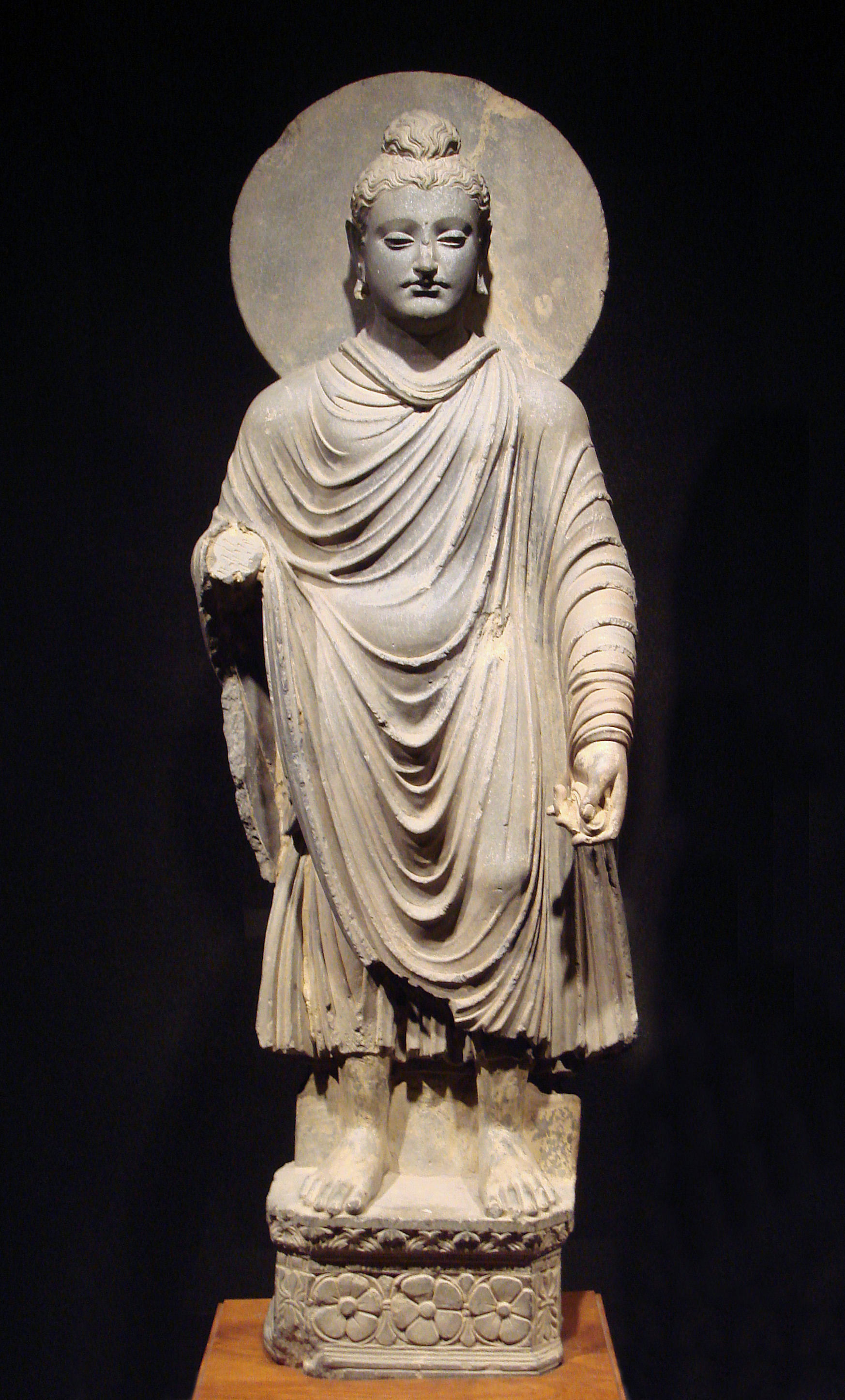
Buda de Gandhara. Segles I-II, Museu Nacional de Tokyo.

Siddhartha i un grup de cinc companys dirigits per Kondanna, s'establiren en un lloc per poder aprofundir en unes pràctiques d'una austeritat encara més exigents. Van intentar trobar la il·luminació a través de la privació de quasi tots els béns del món, inclosos els aliments, i la pràctica d'auto-mortificació. Estant molt afeblit per la fam arran de la gran restricció d'aliments, que es limitaven a un fruit sec i una fulla al dia, es va enfonsar en un riu durant el bany i gairebé es va ofegar. Siddhartha va començar a reconsiderar el seu camí. Llavors, va recordar un moment de la infantesa quan havia estat observant al seu pare al començament de la temporada de llaurar, i va caure en un estat meditatiu de profunda quietud i de concentració, la jhana.

### Il·luminació
Després de l'ascesi, la concentració, la meditació i la pràctica de l'anapanasati, a la qual es dirigeix l'atenció cap al moviment de la respiració, es diu que Siddhartha va descobrir la que els budistes anomenen la via del mig, un camí que cerca la moderació entre els extrems de l'auto-indulgència i auto-mortificació. Un dia va acceptar una mica d'arròs amb llet que li oferí una nena del poble anomenada Sujata, que confongué Siddhartha amb un esperit que esperava que li concediria un desig; tal era l'aspecte lamentable i demacrat de Siddharta. Arribat a aquest punt, va seure sota un arbre pippala, la figuera sagrada (Ficus religiosa) posteriorment coneguda com l'arbre bodhi i que es troba a Buddhagayā (Índia), i va decidir que no s'aixecaria fins que no hagués trobat la Veritat. Kaundinya i els altres quatre companys, creient que havia deixat la recerca espiritual i que s'havia indisciplinat, l'abandonaren. Després de 49 dies de meditació, a l'edat de 35 anys, va assolir la il·luminació. D'acord amb algunes tradicions, això va passar cap al cinquè mes lunar i, d'acord amb unes altres, al dotzè mes. Gautama, a partir d'aleshores, va ser conegut com el Buda o "el despert". Buda de vegades també es tradueix per "l'Il·luminat". Sovint, és esmentat al budisme com el Buda Shakyamuni o "savi del clan dels Shakya."
Es creu que assolí la completa comprensió de la naturalesa i de les causes del patiment humà (que neixen de la ignorància), i de les mesures necessàries per eliminar-la. Aquests coneixements és van classificar en les «quatre nobles veritats». L'estat suprem d'elevació espiritual es diu nirvana. Posteriorment, sembla que va arribar a tenir les nou característiques que tots els budes tenen.
Segons una de les històries recollides a l'Āyācana Sutta (Samyutta Nikaya VI.1), que apareix al text del Pali i a uns altres cànons, immediatament després de la seva il·luminació, Siddharta Gautama es va preguntar si havia o no d'ensenyar el dharma als éssers humans. Li preocupava que, com que els éssers humans estan dominats per la cobdícia, l'odi i l'engany, no serien capaços d'entendre el veritable dharma, que és subtil, profund i difícil de comprendre. Tanmateix, Brahma Sahampati intercedí i li va demanar que ensenyés el dharma perquè «hi haurà algú que l'entendrà». Amb la seva gran compassió cap a tots els éssers de l'univers, el Buda estigué d'acord a convertir-se en un mestre.

### Formació de la Sangha

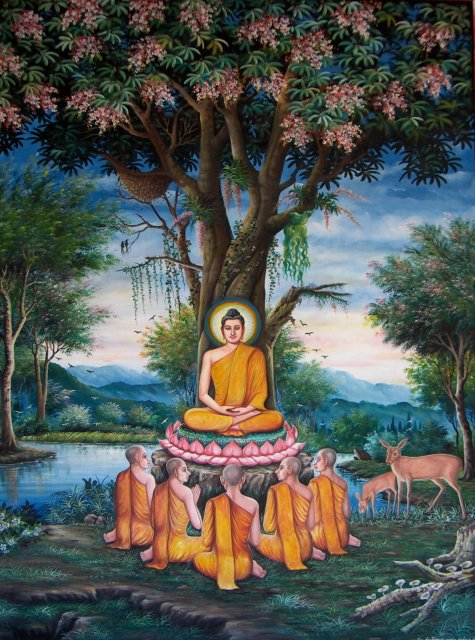
El primer sermó, pintat a Wat Chedi Liem, a Tailàndia

Després de convertir-se en un il·luminat, Buda es trobà amb dos comerciants anomenats Tapussa i Bhallika que es van ser els seus primer deixebles. Se'ls donà alguns pèls del cap de Buda, que es creu que ara es consagren al temple de Shwe Dagon, a Yangon (Birmània). Buda intentà visitar Asita i als seus antics mestres, Alara Kalama i Uddaka Ramaputta, per explicar les seves descobertes, però ja havien mort.
Va anar al parc dels Cèrvols, a prop de Varanasi (Benarés), al nord de l'Índia, i va posar en movimernt la roda del Dharma (dharmatxakra) mitjançant el lliurament del seu primer sermó al grup de cinc companys amb qui havia cercat la il·luminació. Ells i el Buda van ser la primera sangha, la primera comunitat de monjos budistes, i per tant, es va completar la primera formació de les tres joies o triple tresor (triratna) –Buda, dharma i sangha–, i amb Kaundinya s'assolí el primer flux complet (sotāpanna) de la via cap al nirvana. Tots cinc aviat es convertiren en arahants, i amb la conversió de Yasa i cinquanta-quatre dels seus amics, el nombre d'arahants augmentà fins a seixanta els primers dos mesos. La conversió dels tres germans Kassapa i els seus dos-cents, tres-cents i cinc-cents deixebles respectivament va fer que la sangha tingués més de mil seguidors, i ja van ser enviats a explicar el dharma al poble.
No se sap quin era l'idioma matern del Buda. Els erudits moderns, principalment els filòlegs, creuen que és molt probable que els sermons i els ensenyaments fossin en una varietat dels dialectes indoaris mitjans de l'est de l'Índia, dels quals el pali és la llengua estàndard.

### Viatges i mestratge

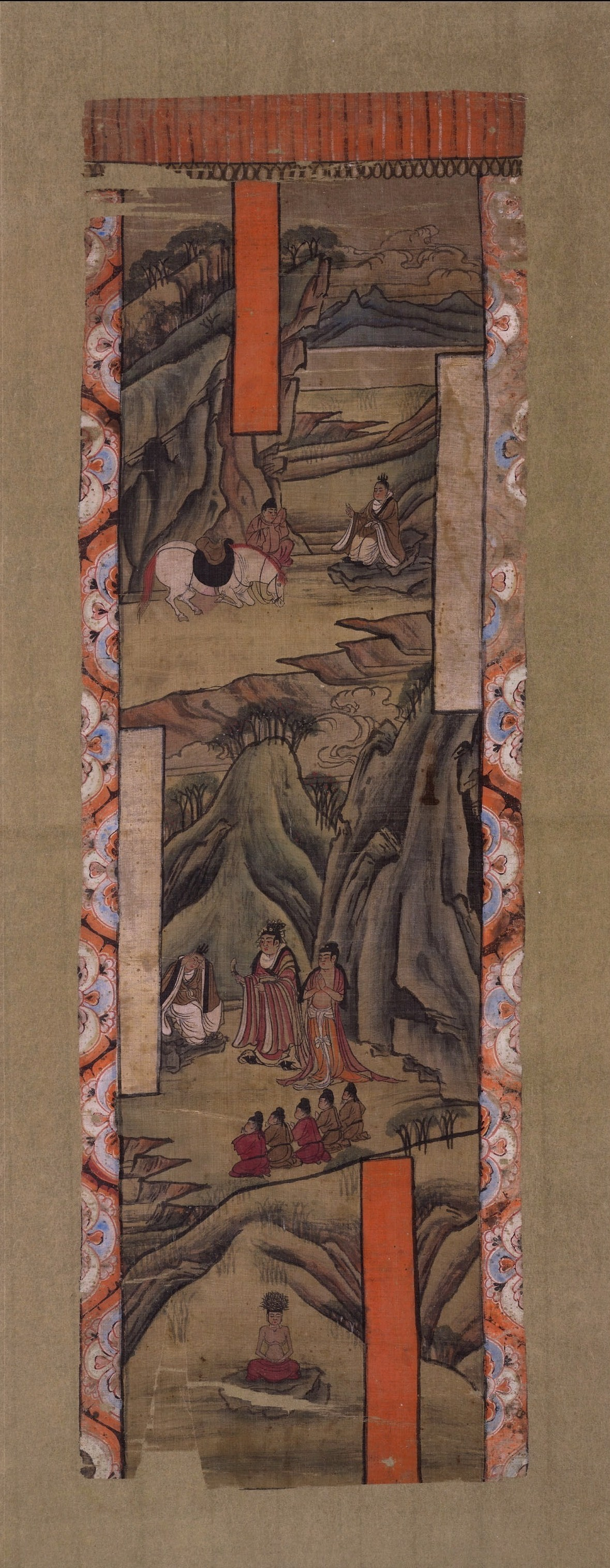
Un paisatge xinès sobre seda (Dinastia Tang, 618 aC – 907 aC) que representa el jove Sakyamuni afaitant-se el cap. És una de les representacions pictòriques més antigues del Buda Gautama.

Durant els darrers 45 anys de la seva vida, es diu que Buda va viatjar per les planes del nord de l'Índia, a la conca alta del Ganges, al territori que actualment comprèn Uttar Pradesh, Bihar i al sud del Nepal. Ensenyà la seva doctrina a una àmplia diversitat d'individus, des dels nobles als dalit o intocables, assassins en massa com Angulimala i caníbals com Alavaka. Molts seguidors d'altres filosofies i religions adoptaren el missatge de Buda, i aquest va fundar la comunitat de monjos i monges budistes, la sangha. D'aquesta manera pogué seguir-se expandint amb milers de conversos, després que Buda assolís el Paranirvana (pali: Parinibbāna) o el "nirvana complet". La seva religió estava oberta a totes les races i classes i no tenia en compte l'estructura de castes. També va ser objecte d'atacs de grups religiosos d'oposició, inclosos alguns intents d'assassinat.

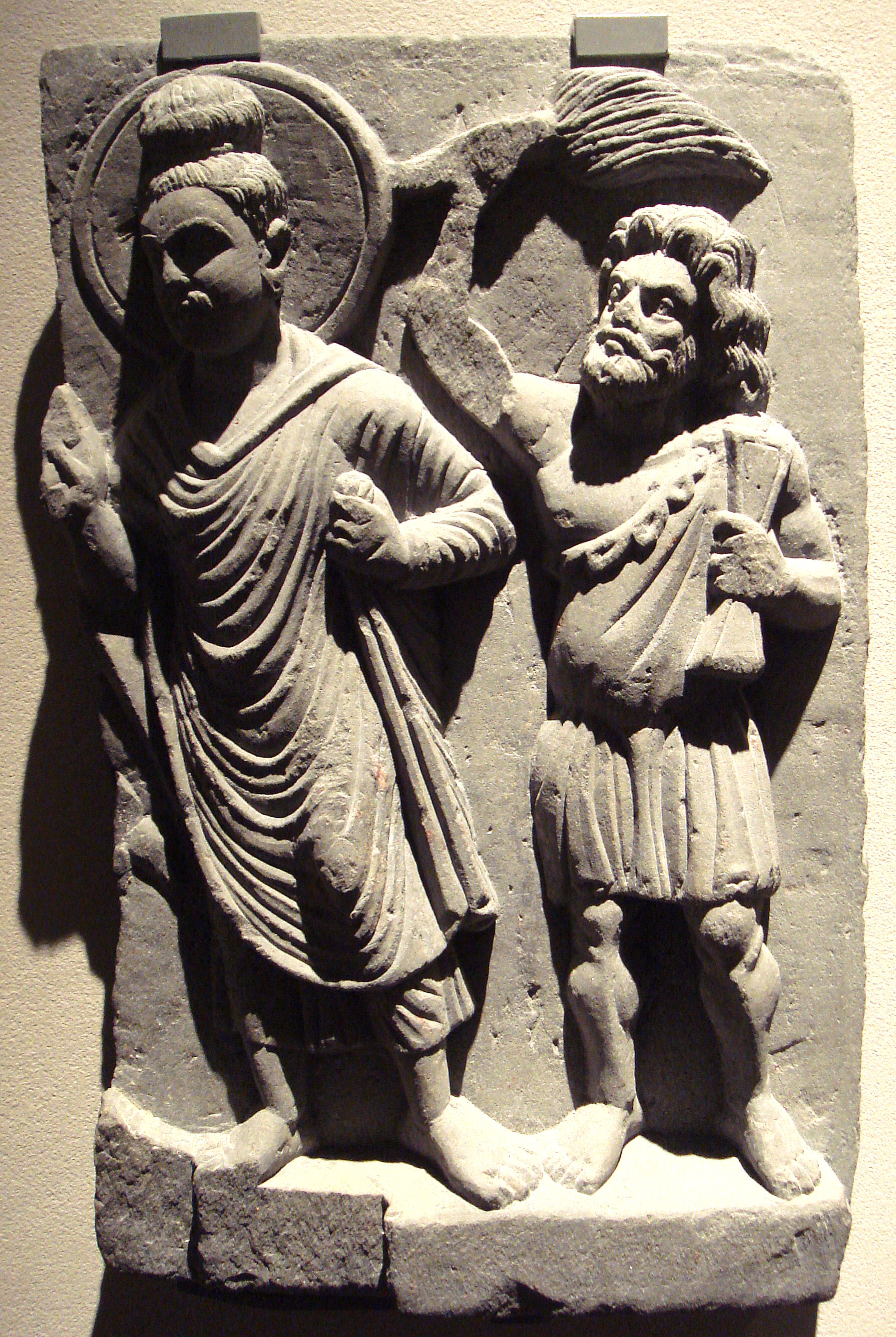
Buda amb el seu protector Vajrapani, Gandhara, (Ostasiatische Kunst Museum).

La sangha es va dedicar s viatjar d'un lloc a un altre de l'Índia, ensenyant el dharma, excepte durant els quatre mesos de la temporada de pluges (vassana), quan era difícil viatjar a causa de les inundacions. Els ascetes de totes les religions no viatjaven per no trepitjar ni matar la vida animal submergida. Durant aquest període, la sangha es retirava a un monestir, a un parc públic o a un bosc, i era la gent la que anava fins on ells s'havien establert.
La primera vassana la van passar a Varanasi, i va ser quan la primera sangha es va constituir. Després d'això, va viatjar a Rajagaha (Rajgir), la capital de Magadha, per a visitar el rei Bimbisara, tal com Buda li havia promès que faria quan assolís la il·luminació. Va ser durant aquesta visita que Assaji, un dels seus primers cinc deixebles, va convertir Sariputta i Moggallana, els quals es convertirien en els dos principals ajudants del Buda. El rei Bimbisara li va cedir el monestir del Bosc de Bambú de Veluvana, relativsment a prop de la seva capital, on el Buda va passar tres temporades.
Quan es va assabentar que Buda s'havia il·luminat, el seu pare, Suddhodana, va enviar successives delegacions per demanar-li que tornés a Kapilavastu. Però els delegats es van anar adherint a la sangha: oblidaven les coses mundanes i no arribaven a lliurar el missatge. La desena delegació, encapçalada per Kaludayi, un amic de la infantesa, sí que va poder lliurar el missatge amb èxit. Atès que ja no era al període del vassana, Buda hi accedí, i dos anys després de la seva il·luminació va fer un viatge a peu de dos mesos fins a Kapilavastu, predicant el dharma durant el camí. Quan va arribar al palau reial, Buda es trobà un banquet preparat però, com que no hi havia estat convidada la sangha, va fer una ronda per recollir almoines a Kapilavastu. Quan ho va saber, Suddhodana li digué al Buda que "el nostre és el llinatge guerrer de Mahamassata, i cap guerrer mai no ha d'anar a cercar almoines". Buda va respondre: "Aquest no és el costum del vostre llinatge reial. Però és el costum del meu llinatge de Buda. Uns quants milers de budes han anat a cercar almoines".
Aleshores Suddhodana va convidar la sangha a dinar al palau. Durant l'àpat es va produir una xerrada sobre el dharma i molts membres de la família reial es va unir a la sangha. Els seus cosins Ananda i Anuruddha es convertirien en dos dels seus cinc principals deixebles. El seu fill Rahula també es va unir a la sangha a l'edat de set anys, i va ser un dels seus deu principals deixebles. El seu germanastre Nanda també s'afegí a la sangha i va esdevenir un arahant. Un altre cosí, Devadatta, també es va fer monjo, encara que més tard es va enemistar amb el Buda i va intentar matar-lo unes quantes vegades.
Dels seus deixebles, Sariputta, Mahamoggallana, Mahakasyapa, Ananda i Anuruddha es convertiren en els cinc principals deixebles. A aquests, s'afegiren Upali, Subhoti, Rahul, Mahakaccana i Punna, que formaren el grup dels seus deu principals deixebles.
Durant la cinquena vassana, Buda s'instal·là a Mahavana, prop de Vaishali. Davant la imminent mort de Suddhodana, Buda va visitar el seu pare i va predicar el Dharma, i Suddhodana va esdevenir un arahant abans de morir. La mort del rei i la consegüent viduïtat de la reina van fer possible la creació d'un orde de monges. Els documents sobre textos budistes mostren que el Buda va ser reticent a ordenar dones com a monges. La seva mare adoptiva Maha Pajapati li va demanar d'unir-se a la sangha, però Siddharta s'hi va negar, i va començar el viatge de tornada de Kapilavastu a Rajagaha. Maha Pajapati seguí perseverant amb la intenció de renunciar al món i va portar un grup de dames reials sakies i koliyans, i seguiren la sangha fins a Rajagaha. Buda finalment acceptà l'ampliació, cinc anys després de la formació de la sangha, davant la intercessió d'Ananda argumentant que la capacitat d'il·luminació de les dones era igual a la dels homes. Tot i així, els va donar certes normes addicionals per respectar (vinaya). Yasodhara també va esdevenir una monja, i ambdues es convertiren en arahants.
Durant el seu ministeri, Devadatta, que no era arahant, sovint tractà de contradir Buda. Una vegada Devadatta va demanar a Buda de dirigir la sangha. Buda declinà i declarà que les accions de Devadatta no reflectien el Triple tresor. Devadatta conspirà amb el príncep Ajatasattu, fill de Bimbisara, a fi que matessin Buda i usurpessin la corona de Bimbisara. Devadatta intentà tres vegades matar Buda. La primera va contractar un grup d'arquers, però un cop es van trobar amb Buda es van convertir en deixebles seus. En un segon intent va fer rodolar una gran pedra des d'un turó; però la roca només va ferir Buda en un peu. Al darrer intent va emborratxar un elefant però el seu pla tampoc no va reeixir. Devadatta tractà de fer un cisma a la sangha, proposant restriccions addicionals a les normes del vinaya. Quan el Buda va declinar la proposta, Devadatta començà a fer un cisma a l'orde criticant la laxitud de Buda. Així, intentà convertir alguns bhikkhus, però Sariputta i Mahamoggallana intervingueren i van impedir que, un cop més, Devadatta se'n sortís.
Quan Buda va arribar als 55 anys, va nomenar Ananda com el seu cap assistent.

### Mort

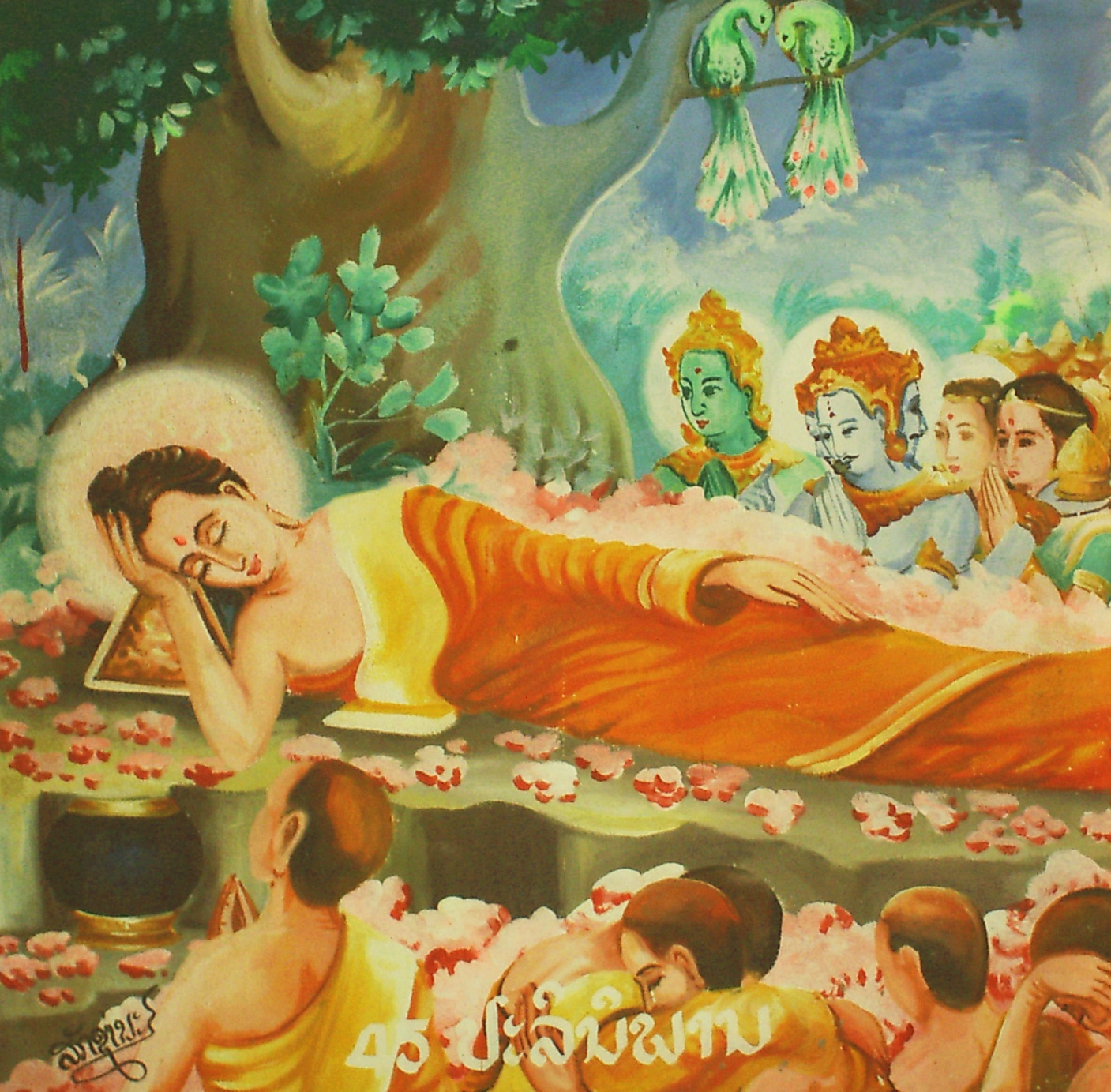
Buda entrant al Parinirvana

Segons el Mahaparinibbana Sutta –el sutra més llarg del cànon Pali–, a l'edat de 80 anys Buda va anunciar que aviat arribaria la seva fi, el parinirvana, l'estat en el qual s'abandona el cos terrenal. Seguidament, va prendre el seu darrer àpat, amb aliments que havia rebut d'un ferrer anomenat Cunda. Poc després va caure molt malalt. El Buda va explicar a Ananda que el menjar de Cunda no tenia res a veure amb la seva mort i que, contràriament, aquest dinar seria motiu d'un mèrit més gran, perquè caldria recordar-lo com el darrer àpat de Buda.
Mettanando i von Hinüber argumenten que Buda va morir d'un infart mesentèric, un símptoma de la vellesa, i no pas per intoxicació alimentària. El contingut exacte de l'últim dinar de Buda no és clar, a causa de les variacions de les tradicions escrites i l'ambigüitat de la traducció d'alguns termes importants. La tradició theravada en general creu que va ser carn de porc, mentre que la mahayana considera que va ser tòfona o algun altre bolet.
El Sutra de Vimalakirti, un dels textos més profunds del budisme mahayana, al capítol III, diu que el Buda realment no va emmalaltir ni va morir de vell, sinó que era una aparença destinada a servir d'ensenyament als nascuts al samsara, com a model sobre la immanència i el dolor del món, i per encoratjar a mirar d'assolir el Nirvana.
| «                   | Reverend Ananda, els tathágates tenen el cos del dharma, no és un òrgan que es basa en els aliments materials. Els tathágates tenen un cos transcendental que ha transcendit totes les qualitats mundanes. No hi ha perjudici per al cos d'un tathágata, perquè s'allibera de tots els defalliments. El cos d'un tathágata no es descompon i roman lliure de tota activitat formativa. Reverend Ananda, creure que això pot ser una malaltia, en un cos com aquest, això és un pensament irracional i impropi! Tanmateix, des que Buda ha aparegut a l'època de les cinc corrupcions, ell disciplina els éssers vius actuant pausadament i amb humilitat. | » |
| — Carrithers, p. 25 | |   |

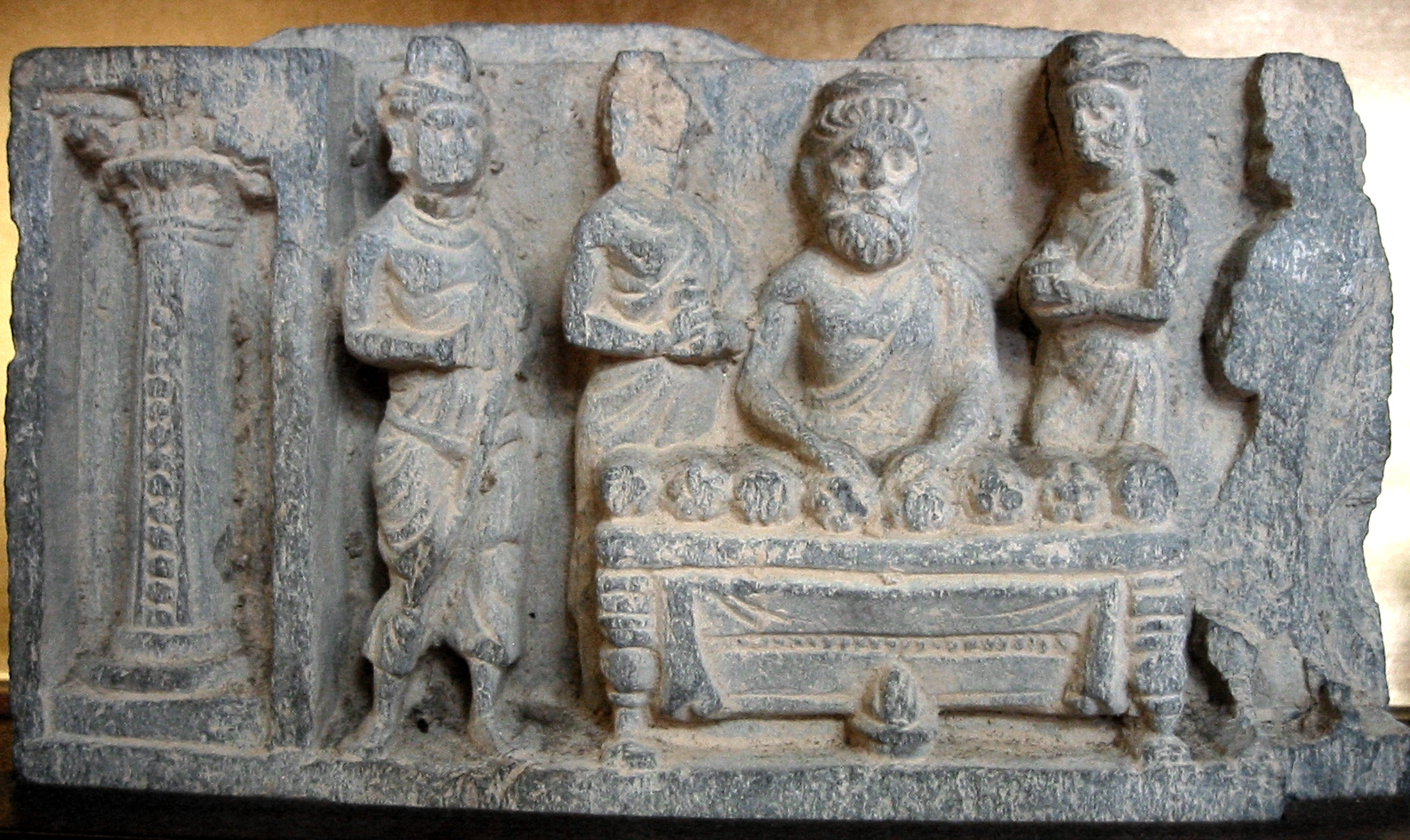
El repartiment de les relíquies de Buda (Zenyōmitsu-Temple Museum, Tòquio)

La decisió de Buda d'entrar al parinirvana a les isolades selves del Kuśināra –a l'actual Kushinagar, a l'Índia–, al regne Malla, fou protestada per Ananda. Buda, però, va recordar Ananda que Kuśināra va ser en altres temps una terra governada per la roda del dharma d'un rei just.

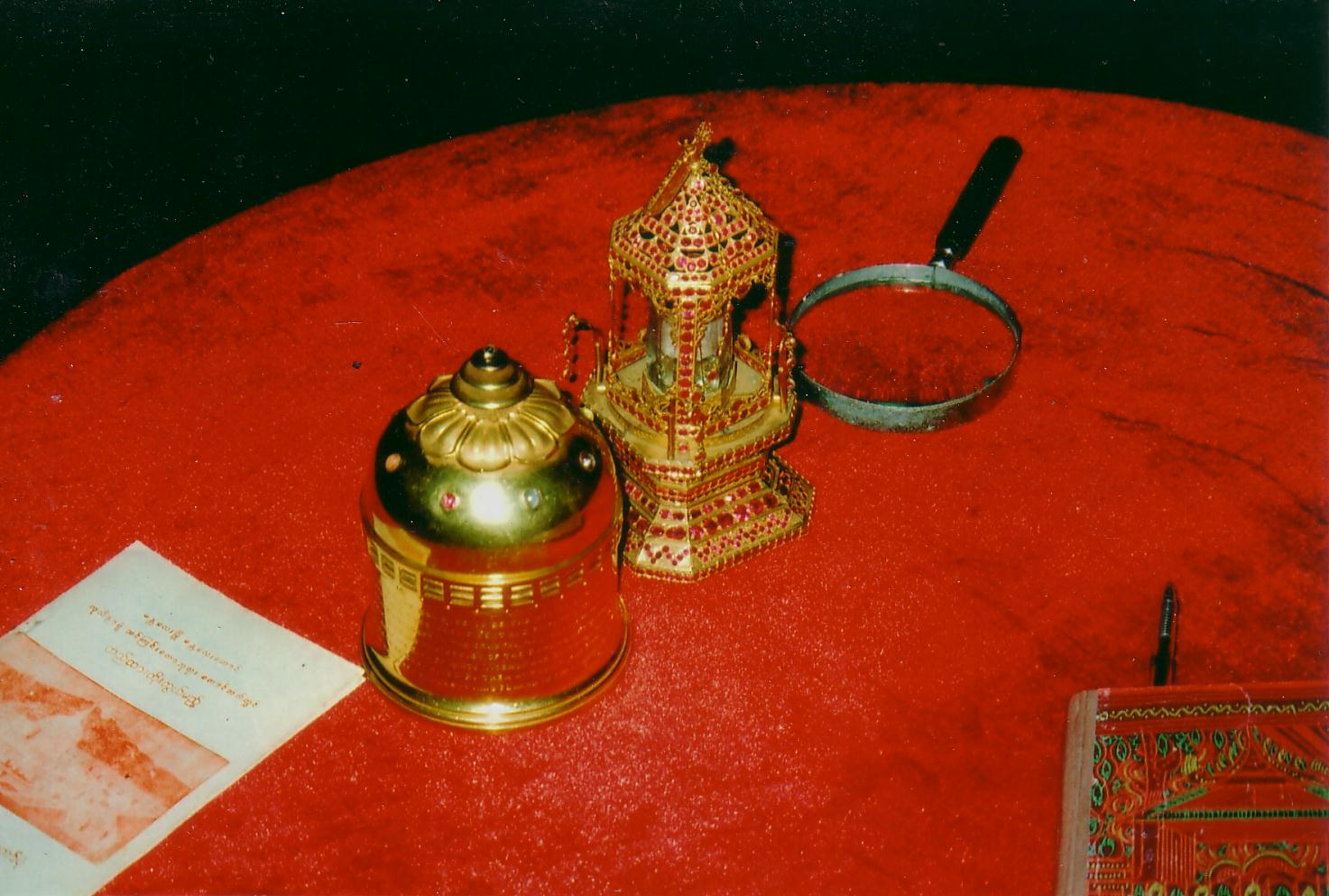
Relíquies de Buda de l'stupa de Kanixka I, a Peshawar, Pakistan, actualment a Mandalay, Birmània.

A continuació, Buda va demanar a tots els bhikkus que li plantegéssin els possibles dubtes o qüestions que tenien pendents, per aclarir-los; però ells no en tenien cap. Aleshores va entrar al parinirvana. Les seves darreres paraules van ser: "Totes les coses passen. Dediqueu-vos a cercar el vostre alliberament amb diligència". El cos de Buda va ser incinerat i les relíquies van ser col·locades als monuments o stupa, alguns dels quals es creu que han sobreviscut fins a l'actualitat. Per exemple, el Temple de la Dent o "Dalada Maligawa" a Sri Lanka, on hi ha la relíquia de la dent de Buda.
Segons la Dīpavaṃsa i Mahāvaṃsa, dues cròniques històriques del Pali de Sri Lanka, la coronació d'Aśoka (en pali: Asoka) fou 218 anys després de la mort de Buda. Segons un document mahayana en xinès (十八部論 i 部執異論), la coronació d'Aśoka se situa 116 anys després de la mort de Buda. Per tant, el moment del traspàs de Buda hauria de ser entre el 486 aC, segons el registre theravada, o el 383 aC segons el registre mahayana. Tanmateix, la data tradicionalment acceptada com la de la mort de Buda en els països de tradició theravada és el 544 o 543 aC, perquè el regne d'Aśoka es calcula tradicionalment uns 60 anys abans de les suposicions actuals.
A la seva mort, Buda va dir als seus deixebles que no seguissin cap líder, però sí els seus ensenyaments (dharma). Tanmateix, al Primer Concili budista, Mahakasyapa va ser triat per la sangha com al nou líder, perquè els dos principals deixebles Moggallana i Śāriputra havien mort abans que Buda.

## Trets físics
Buda és potser un dels pocs savis de qui es pot parlar de les seves característiques físiques. Per naixement va ser un kshatrīya, la casta dels governants i guerrers, i havia rebut entrenament militar, i per la tradició shakya estava obligat a superar les proves per demostrar la seva vàlua com a guerrer per tal de contraure matrimoni. Tenia un cos prou corpulent per a destacar entre els reis i se li va demanar que comandés l'exèrcit. Els budistes creuen que tenia "els 32 signes del gran home" (pali: Lakkhana Mahapurisa 32). El brahman Sonadanda el va descriure com a:
| «             | De bon veure i agradable a la vista, i de la més bella figura. Té una forma i un rostre diví. | » |
| — (D, I: 115) |                                                                                               |   |

| «             | És meravellós, realment meravellós, quanta serenor a la bona aparença de Gotama, que clar i radiant és la seva complexió, tant clar i radiant com el color daurat del ginjoler a la tardor, clar i radiant com el fruit d'una palmera que sorgeix de la tija, com un adorn d'or vermell forjat en un recipient de la mà d'un orfebre, hàbilment inserits i col·locats en una roba groga lluminosa, brilla i resplendeix, tanmateix, els bons sentits de Gotama són tranquils, i el seu aspecte és clar i radiant. | » |
| — (A, I: 181) | |   |

Un deixeble anomenat Vakkali, que més tard va esdevenir un arahant, estava tan obsedit per la seva presència física que Buda li va haver de dir que havia de conèixer el Buda pel seu dharma i no a través de la seva aparença física.
Tot i que Buda no va ser representat a cap retrat fins al voltant del segle i (vegeu art budista), les característiques físiques dels budes totalment il·luminats es basen en les descripcions del Buda que apareix al Dīgha Nikāya del sutra Lakkhaṇa (D, I: 142). A més, Yasodhara, la dona de Siddharta, li descriu a Rahula com era l'aparença física del seu pare, després del primer retorn al seu palau principesc, un cop ja havia assolit la il·luminació; apareix a l'himne devocional no canònic del Pali, Narasīha Gāthā ("El lleó dels Homes").
Molts occidentals associen el nom de "Buda" amb determinades representacions d'una figura grassa, calba i somrient. Això no és correcte, perquè el representat no és Siddharta Gautama sinó Budai (o Hotei), un monjo budista xinès que va viure al segle x.

## Filosofia
Buda és, segons el budisme, la denominació que reben aquells individus que han realitzat la seva naturalesa de Buda. Actualment aquest nom identifica Siddhārtha Gautama, el mestre fundador espiritual del budisme, a qui es considerava «el Buda de la nostra era». Una altra accepció és com a apel·latiu d'un ésser humà que ha "despertat".
A causa de certes malinterpretacions molt freqüents, cal dir que el Buda no és un déu. Això ho va dir el mateix Buda Gautama, i la mateixa cosmovisió budista diu que l'estat del Buda només el poden assolir els éssers humans.
Buda Gautama també va dir que no hi ha intermediaris entre la humanitat i la divinitat. Els déus també es regeixen pel karma. El Buda és només un exemple, un guia i un mestre per a aquells éssers que han de fer el camí pel seu compte, assolir el despertar espiritual i veure la veritat i la realitat tal com són.
El sistema budista de filosofia i pràctica meditativa no va ser cap revelació divina, sinó més aviat la comprensió de la naturalesa de la ment. Tothom pot arribar-hi. La veritat es pot entendre endinsant-se a la realitat. La ignorància pot ser eliminada.
El despertar del nirvana és la meta on tothom pot arribar. L'escola Mahayana parla de molts budes i bodhisattves (qui assoleix la il·luminació però la posposa per a ajudar tothom a arribar-hi). Al Tripitaka —el text fonamental del budisme— el buda del futur té el nom de Maitreya.

## Mestratge

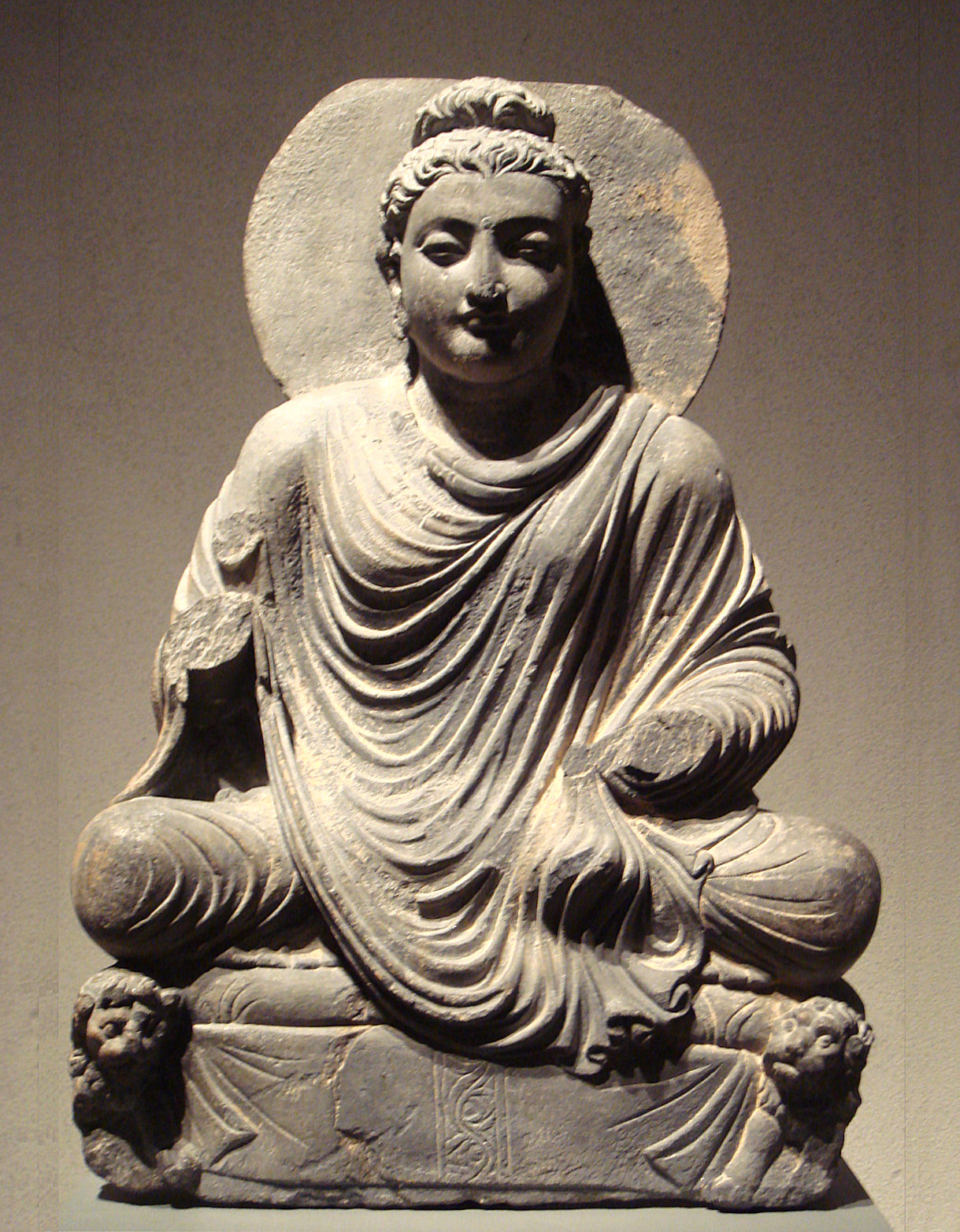
Buda assegut (Gandhara,)

Alguns estudiosos creuen que algunes parts del Cànon Pali i els agames podrien contenir la substància mateixa dels ensenyaments històrics i, possiblement, fins i tot les paraules de Buda. Aquest no és el cas dels sutres mahayana posteriors. Les obres amb escrits primerencs precedeixen el budisme Mahayana, i són enteses per molts acadèmics occidentals com la principal font d'informació fidedigna dels veritables ensenyaments històrics de Gautama Buda.
Alguns dels fonaments dels ensenyaments de Gautama Buda són:
- Les quatre nobles veritats:
  - El patiment és part inherent de l'existència
  - L'origen del patiment és el desig
  - Suprimint el desig cessa el patiment
  - El camí cap a supressió del patiment és el Noble camí Òctuple
- El Noble Camí Òctuple:
  - Comprensió correcta
  - Pensament correcte
  - Paraula correcta
  - Conducta correcta
  - Subsistència correcta
  - Esforç correcte
  - Atenció correcta
  - Concentració correcta
- Dependència de l'origen: qualsevol fenomen "existeix" només a causa de l'"existència" d'uns altres fenòmens, amb una relació de causa i efecte que abasta el temps passat, present i futur. Perquè totes les coses són, per tant, condicionades i transitòries (anicca); no tenen identitat independent (anatta).
- El rebuig de la infal·libilitat de l'escriptura: els ensenyaments no haurien de ser acceptats sinó són confirmats per la nostra experiència i lloats pels savis.[b]
- Anicca (sànscrit: anitya): tot és immanent
- Anatta (sànscrit: anātman): la percepció del "jo" és una il·lusió
- Dukkha (sànscrit: duḥkha): tots els éssers pateixen a causa de la ment

Hi ha un cert desacord entre les diverses escoles del budisme sobre alguns aspectes dels ensenyaments de Buda, i també sobre algunes de les normes disciplinàries destinades als monjos.
Segons la tradició, Buda va posar èmfasi a l'ètica i la comprensió correcta. Va posar en dubte els conceptes de la divinitat i la salvació. Va dir que no hi ha cap intermediari entre la humanitat i la divinitat. Els déus estan sotmesos a la llei del karma, i el Buda és només una guia per al mestre i els éssers que han de fer el camí cap al Nirvana (Pali: Nibbāna), per assolir el despertar espiritual anomenat Bodhi i veure la veritat i la realitat tal com és. La meditació budista no ha estat revelada pels déus, sinó per la comprensió de la naturalesa de la ment, que ha de ser descoberta per cada individu fent un camí espiritual guiat pels ensenyaments de Buda.

## Les representacions artístiques de Siddharta Gautama
Essent la figura cabdal del budisme, al llarg de la història la imatge de Siddharta Gautama ha estat enormement treballada. Les representacions artístiques inicials d'aquest personatge trobades a Bharhut i Sanchi es vinculen al primer període de l'art budista. En aquesta etapa, caracteritzada per l'aniconisme, Buda fou representat per mitjà de tot un seguit de símbols mitjançant els quals es podia identificar la seva figura: el tron buit, el cavall sense genet, les seves petjades, la roda del Dharma, un arbre Bodhi, entre d'altres. A Sanchi, però, també s'hi representen escenes provinents de les narracions dels jataka de Buda, és a dir, les seves vides anteriors. Aquestes històries sovint incloïen llegendes populars adaptades als ensenyaments budistes.
Posteriorment, Buda va ser representat mitjançant la seva forma antropomòrfica, ja sigui dempeus, assegut amb les cames creuades o estirat de costat. No se sap del cert en quin moment van començar a fer acte de presència aquestes representacions. Una de les teories més acceptades ve de la mà d'Alfred A. Foucher, qui opinava que aquesta imatge va ser el fruit de la interacció grecobudista, en particular a Gandhara, la qual cosa fou criticada per alguns estudiosos com Ananda Kentish Coomaraswamy.
Deixant de banda els seus orígens, les representacions icòniques de Buda es van fer especialment populars. Algunes d'aquestes representacions, en particular les del budisme de Gandhara i les del budisme de l'Àsia Central, van rebre la influència de l'art hel·lenístic, proporcionant com a resultat la creació de l'art grecobudista. Els elements artístics del món hel·lenístic es van combinar amb el simbolisme propi del budisme indi i van crear un estil únic. És amb aquest art quan s'assiteix a la presentació de tot un reguitzell de budes juvenils amb els cabells disposats en rínxols ondulats, molt propers a algunes escultures romanes. Alguns apareixen abillats amb una túnica monàstica que els cobreix les espatlles i es disposa en pesats plecs clàssics, recordant a les togues. Mitjançant aquests models, es van crear moltes imatges de Siddhartha com a personatge vinculat a un passat monàrquic.
En el mateix moment en el qual es pot descobrir aquest desenvolupament de l'escultura de Gandhara, els artistes de l'escola de Mathura en el període Kuixan, van produir tota una sèrie d'imatges diferents de Buda, atorgant-li un cos més marcat sota les teles de les seves vestidures i un remarcable drapejat.
Un tercer tipus de Buda influent va evolucionar a Andhra Pradesh, al sud de l'Índia, on imatges de proporcions substancials, amb rostres prou exempts d'expressió, revelaven una de les espatlles del personatge.
En el període Gupta, del segle IV al VI e.c., el nord de l'Índia va ser testimoni de la creació d'una “imatge ideal” de Buda. Això es va aconseguir combinant trets seleccionats de la regió de Gandhara amb formes sensuals creades pels artistes de Mathura. Amb els cabells disposats en petits rínxols, la seva mirada humil i l'aura espiritual que emetia, els budes de Gupta es van convertir en un model per a les futures generacions d'artistes post-Gupta, del Nepal, Tailàndia o Indonèsia.
Posteriorment, però, tot i que la imatge de Buda fou tractada, no s'observaran grans canvis en la seva representació. L'art d'aquest budisme tardà va tenir com a protagonistes els bodhisattves i les divinitats de naturalesa esotèrica del seu panteó en expansió.

## Evolució de la imatge artística de Buda

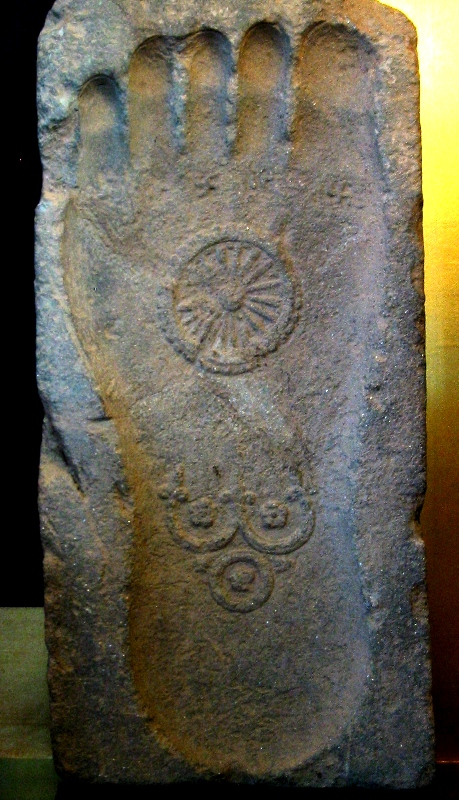
Petjada de Buda amb la roda del Dharma i el Triratna, segle I e.c., Gandhara.
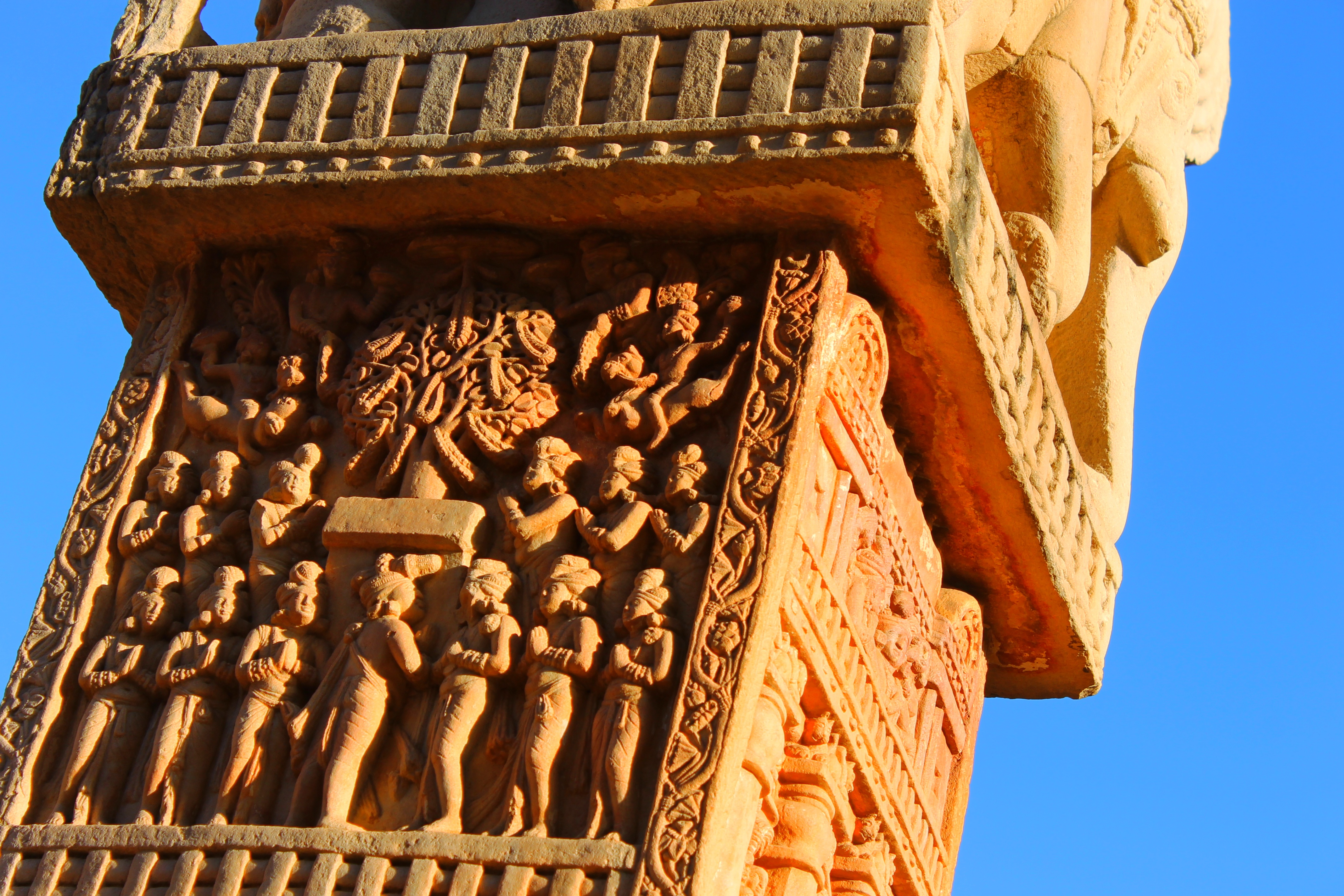
Aniconisme de Buda a l'stupa 1 de Sanchi.
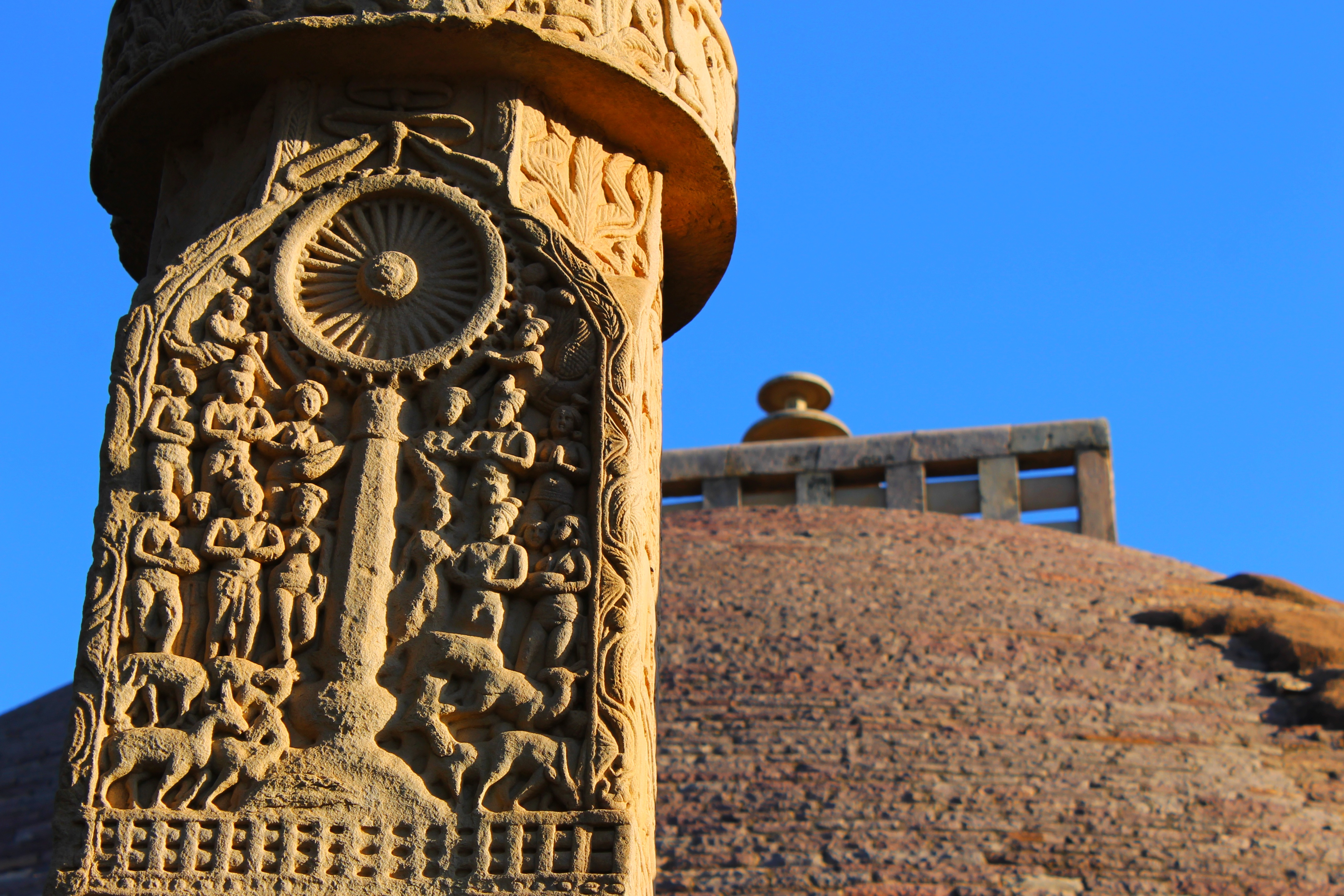
Aniconisme de Buda a l'stupa 1 de Sanchi.
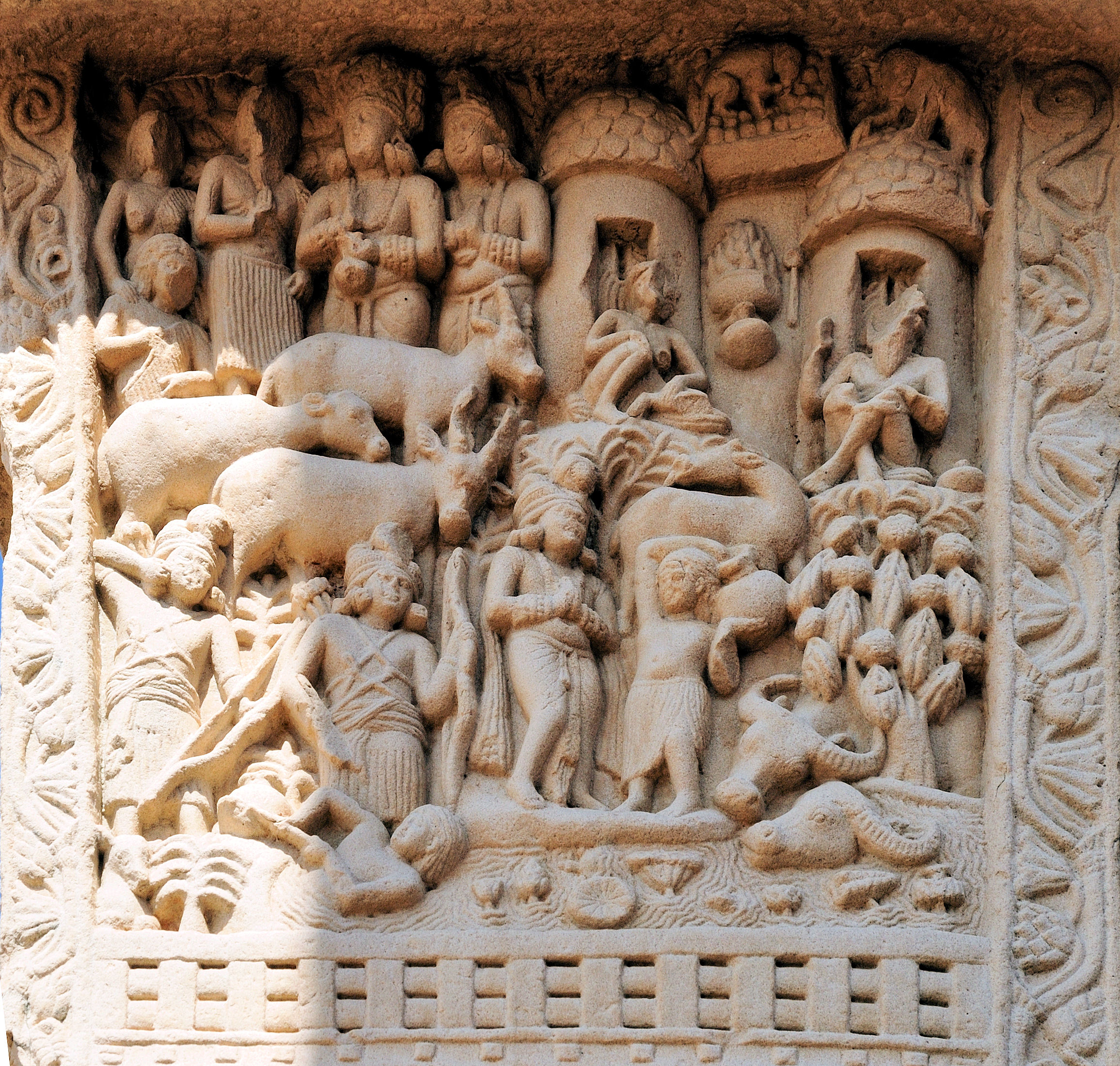
Representació del Jataka Syama a l'stupa 1 de Sanchi a la porta oest.
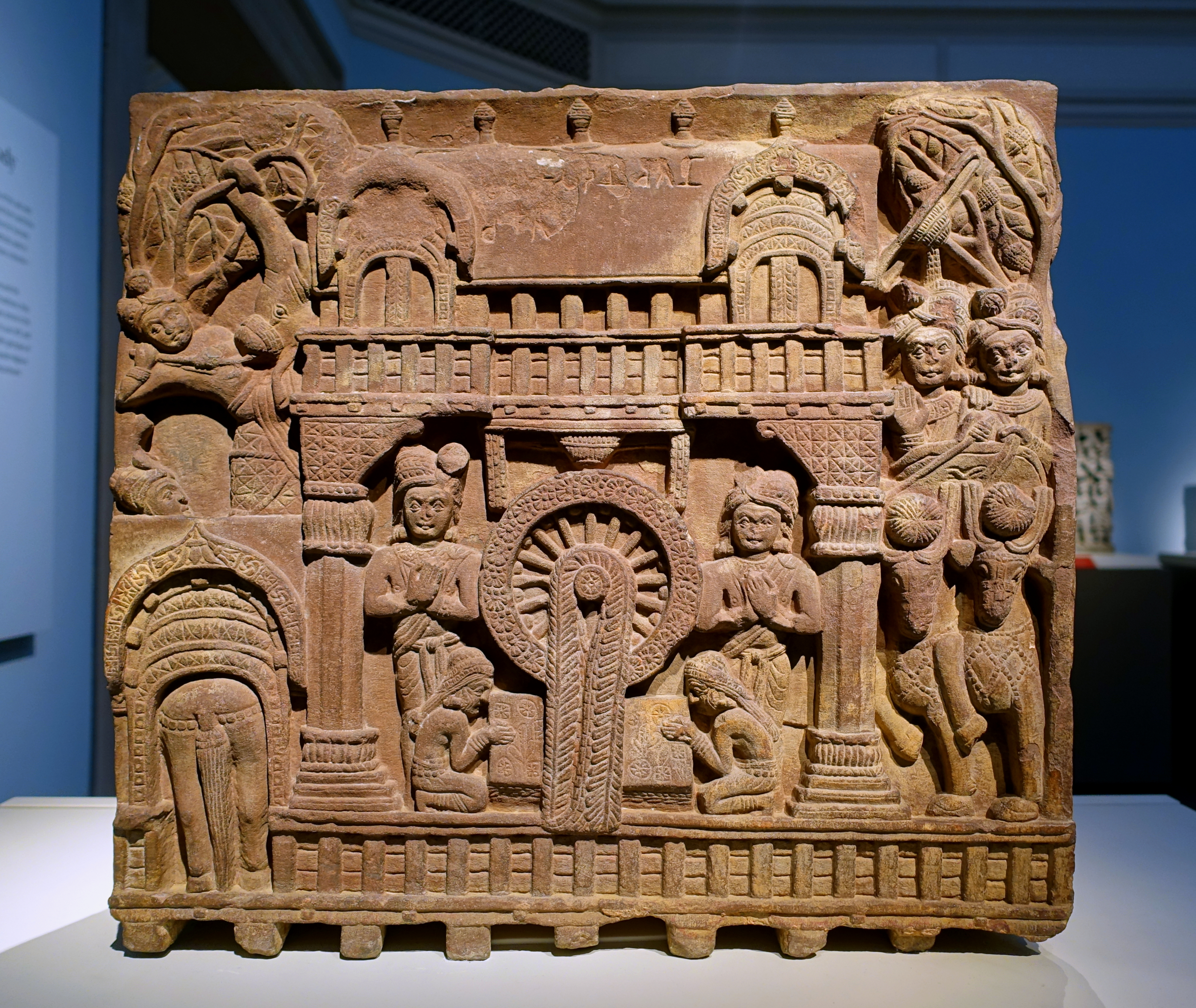
Una parella reial visita a Buda en un relleu de l'stupa de Bharhut, dinastia Shunga.
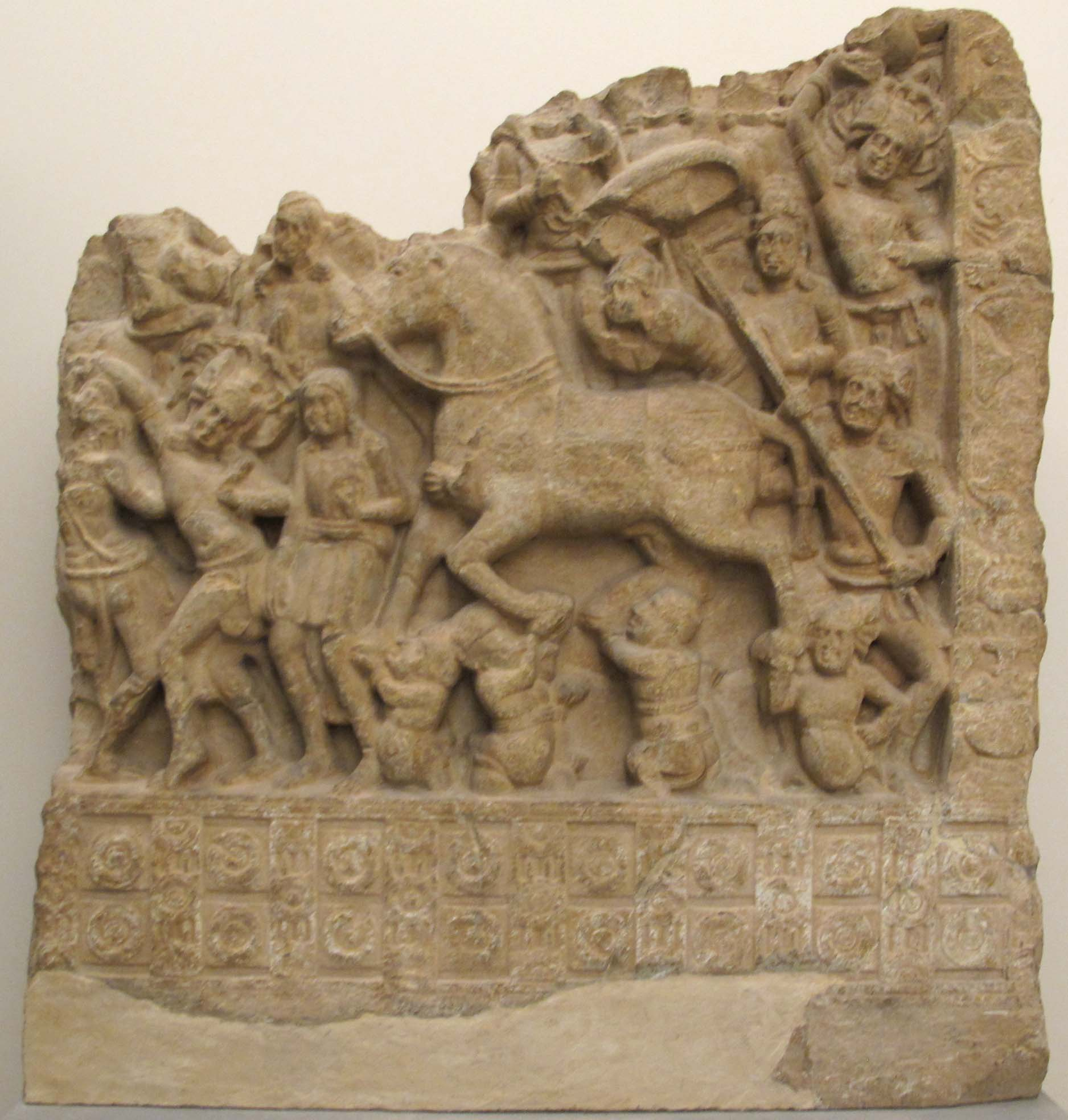
La gran escapada del cavall sense genet, Amaravati, Andhra Pradesh, segle II e.c.
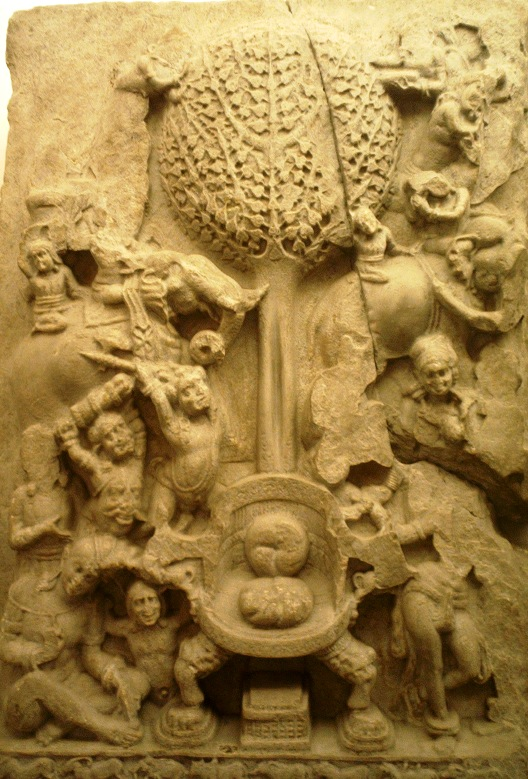
Atac de Mara a Buda, Amaravati, segle II e.c.
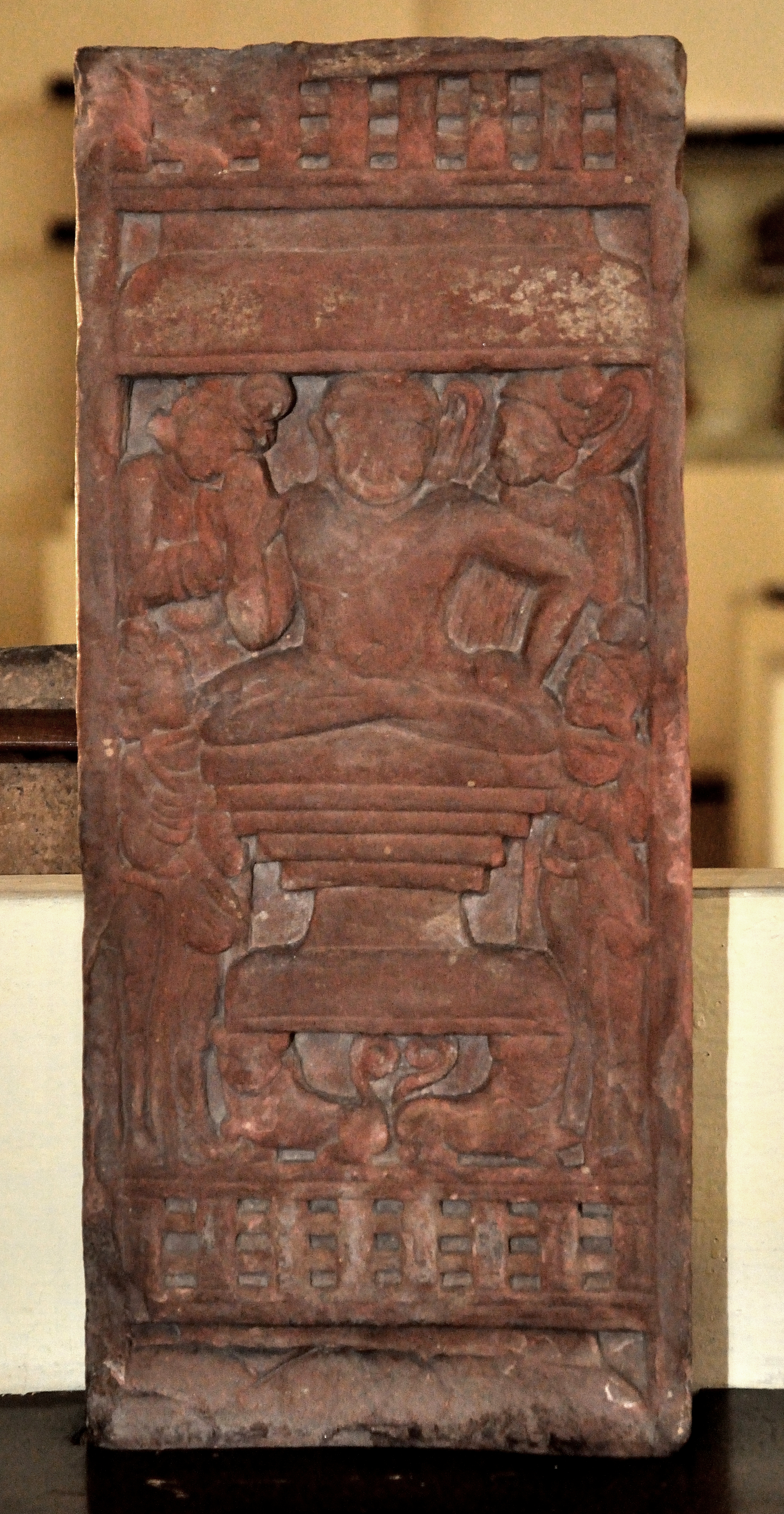
Buda Isapur. una de les primeres representacions físiques de Siddharta Gautama, c. 15 e.c.
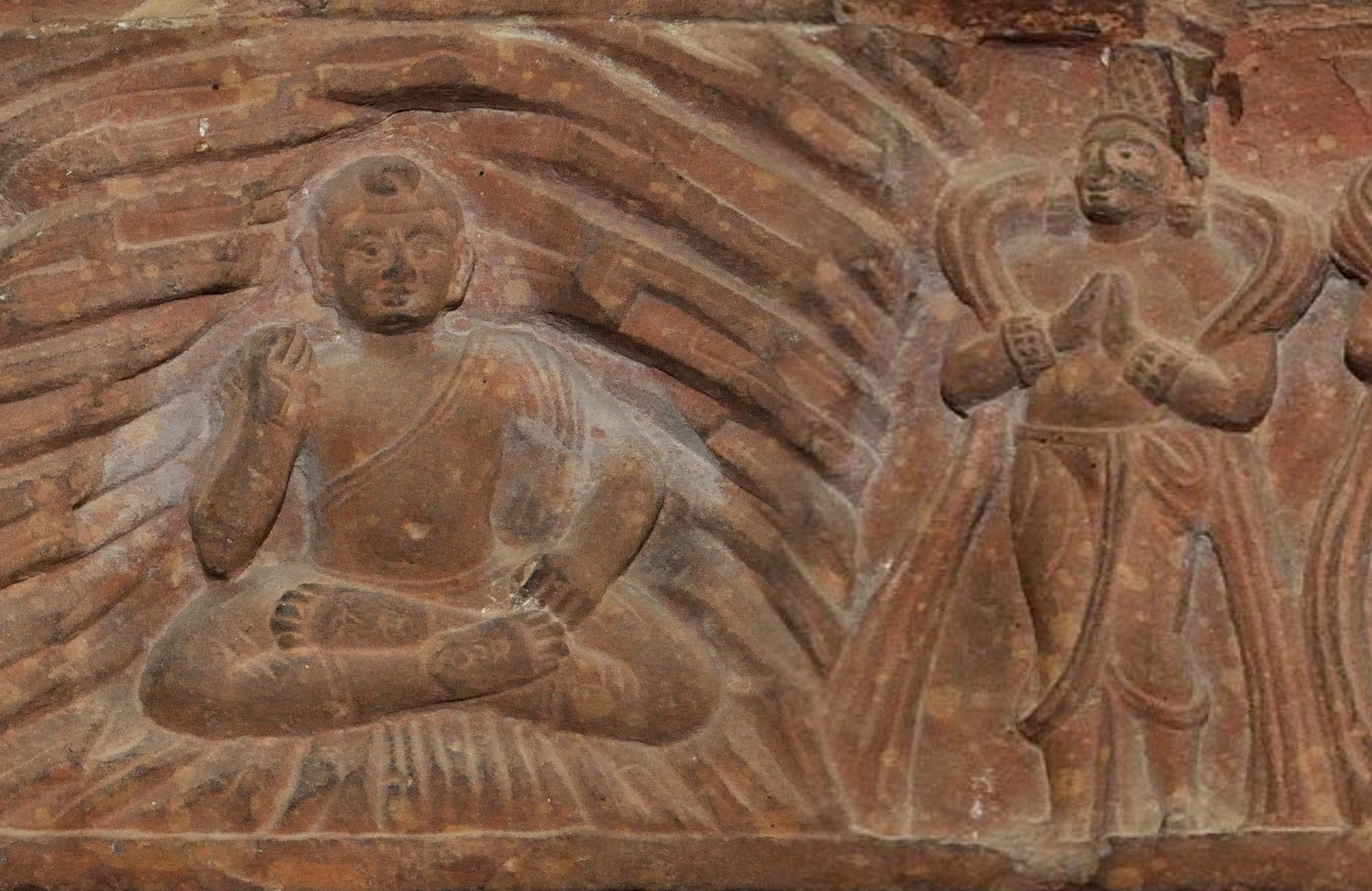
Buda assistit per Indra a la Cova Indrasala, Mathura, 50-100 e.c.
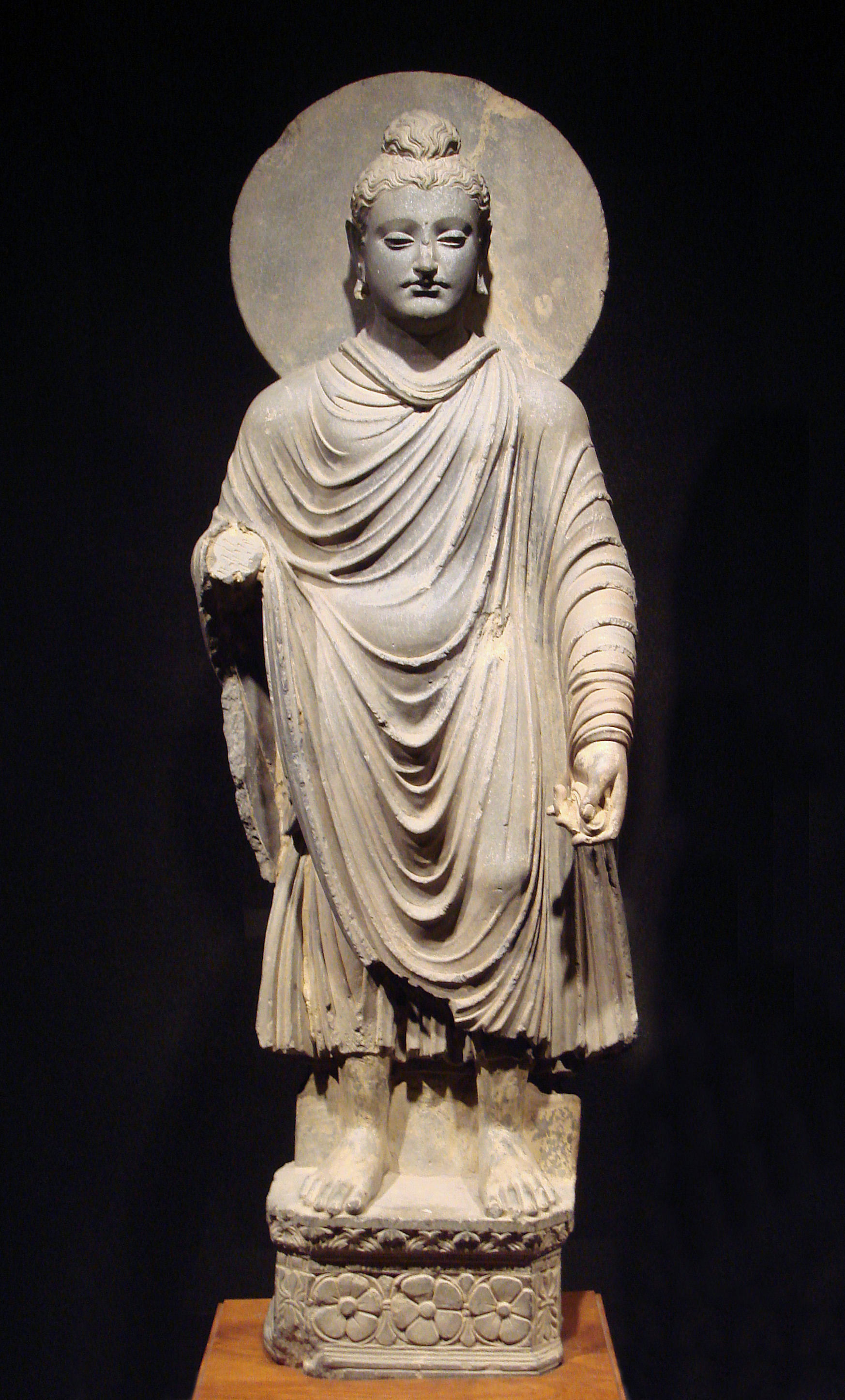
Buda dempeus de Gandhara, període Kuixan, segle I-II e.c.
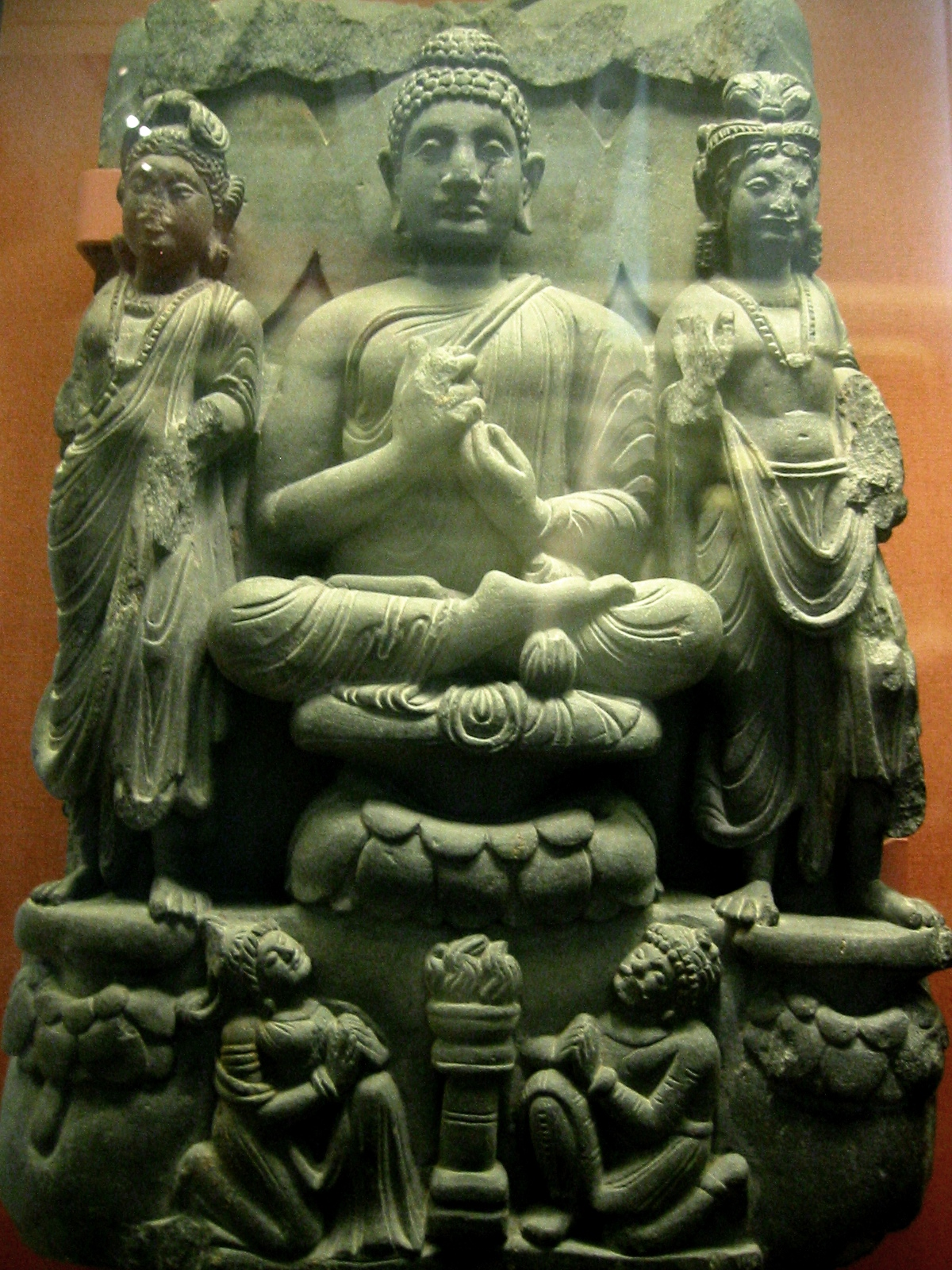
Tríada amb Buda del període Kuixan.
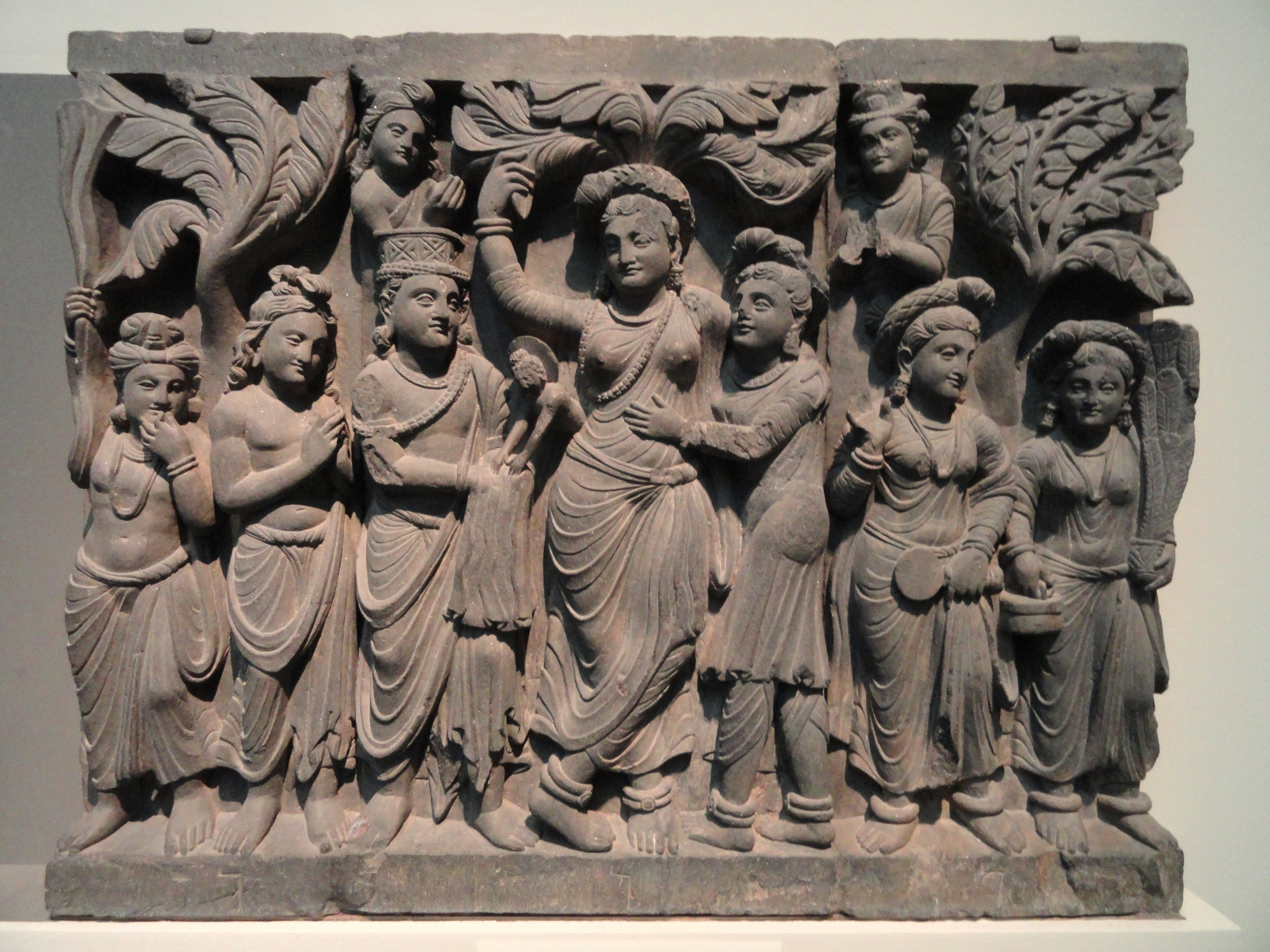
Naixement de Buda del període Kuixan, segles II-III e.c., Gandhara.
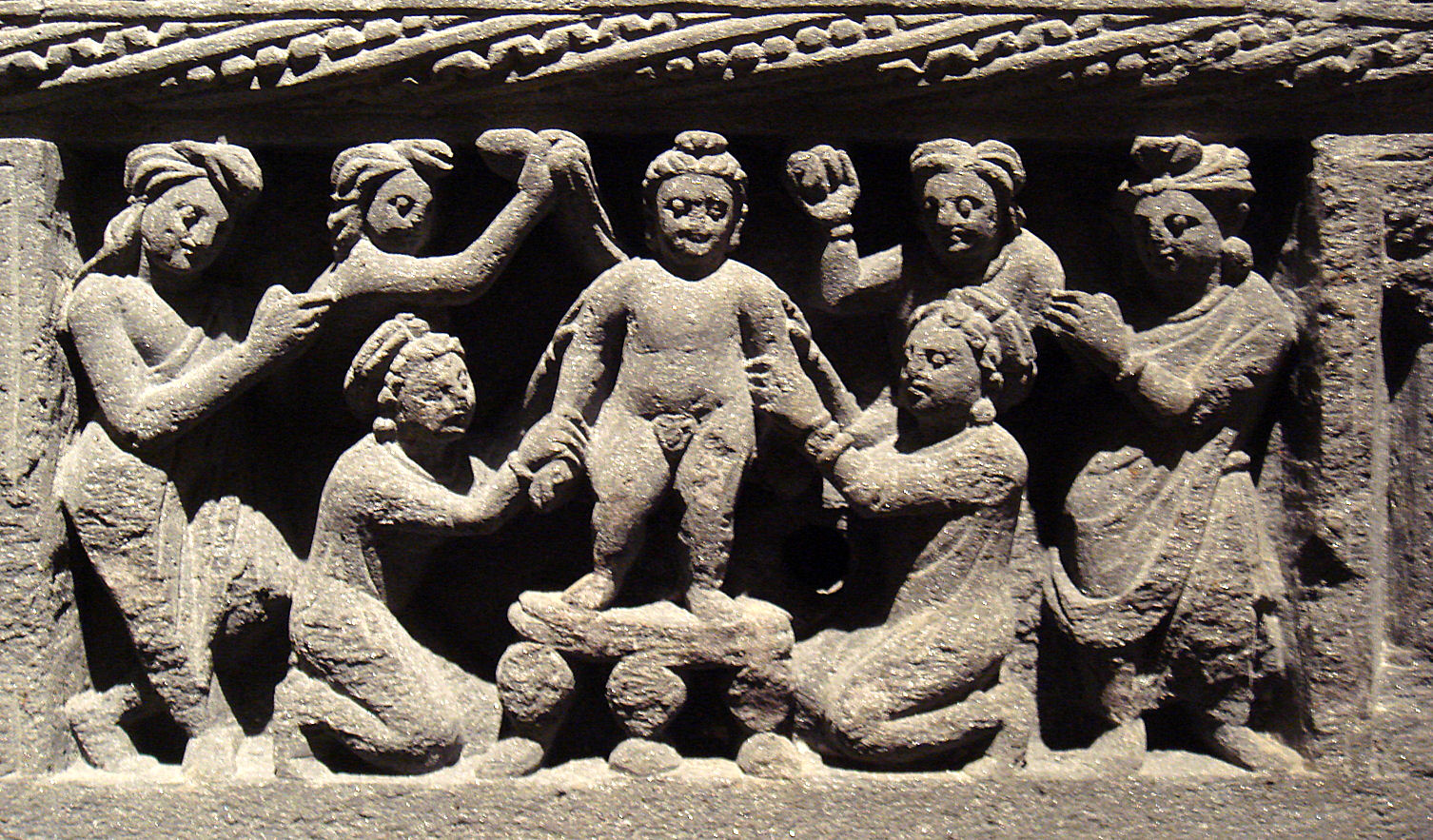
Bany del Buda infant del segle II e.c., Gandhara.
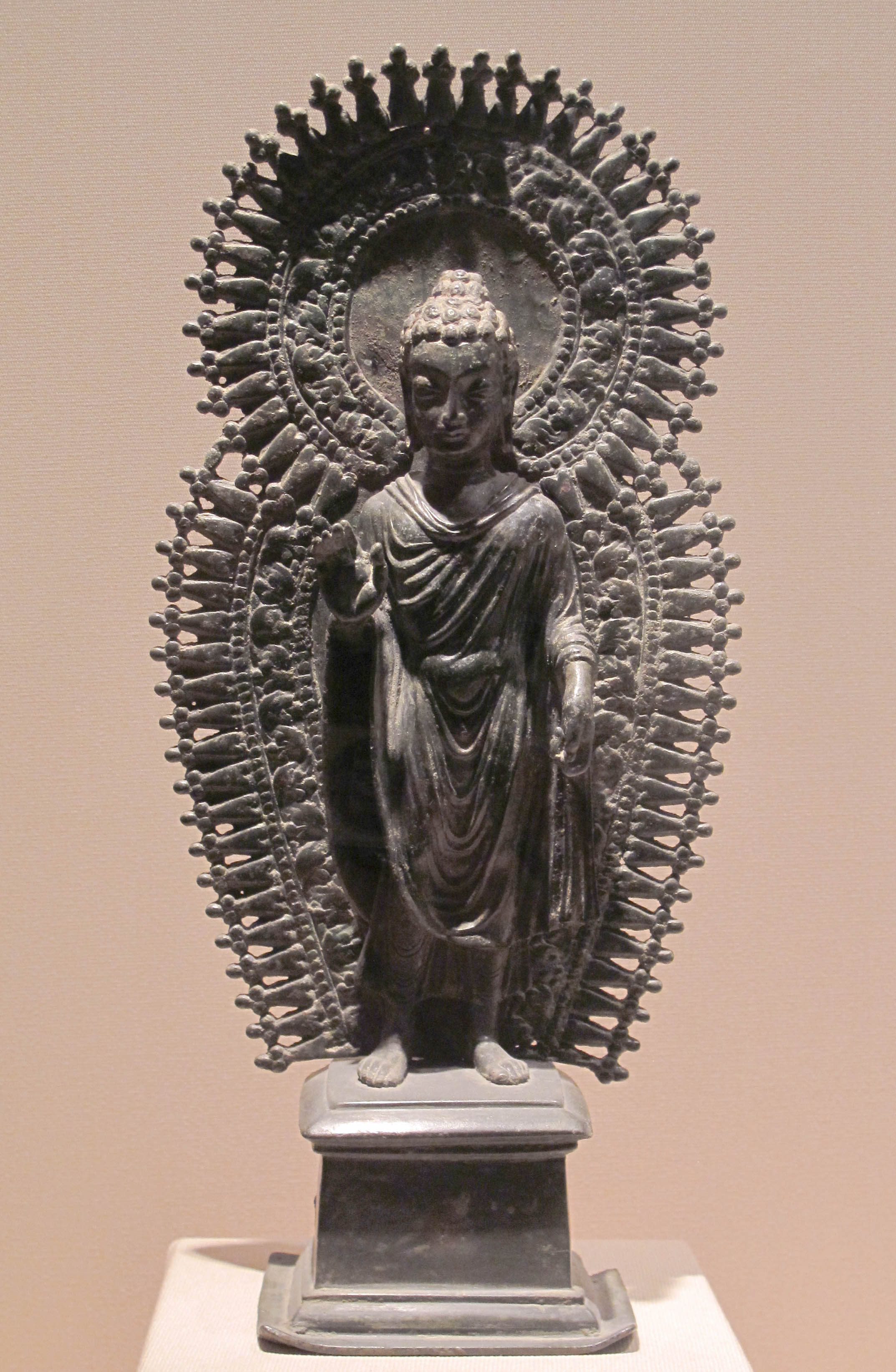
Buda amb nimbe radiat i mandorla, Gandhara.
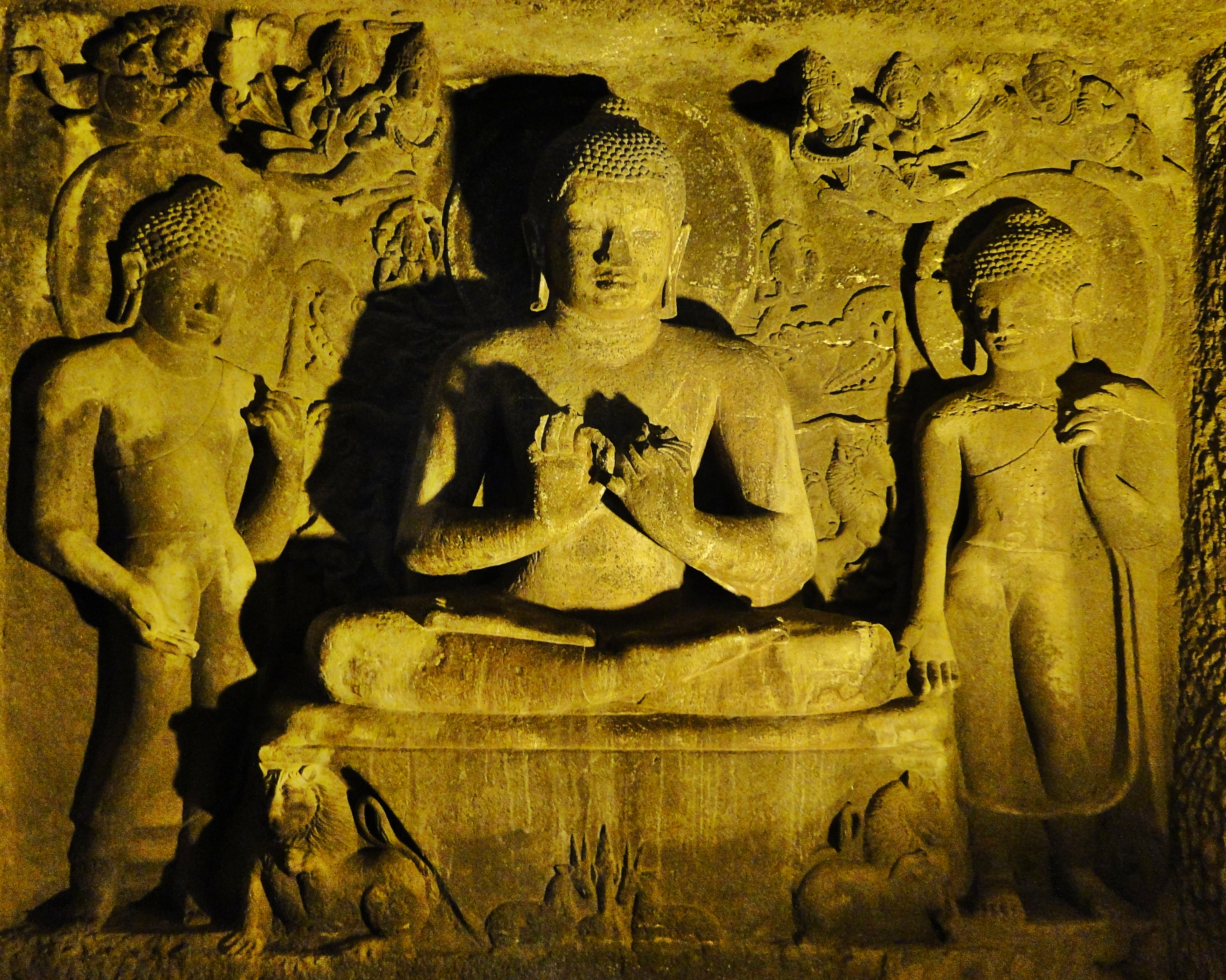
Buda a la cova núm. 6 d'Ajanta.
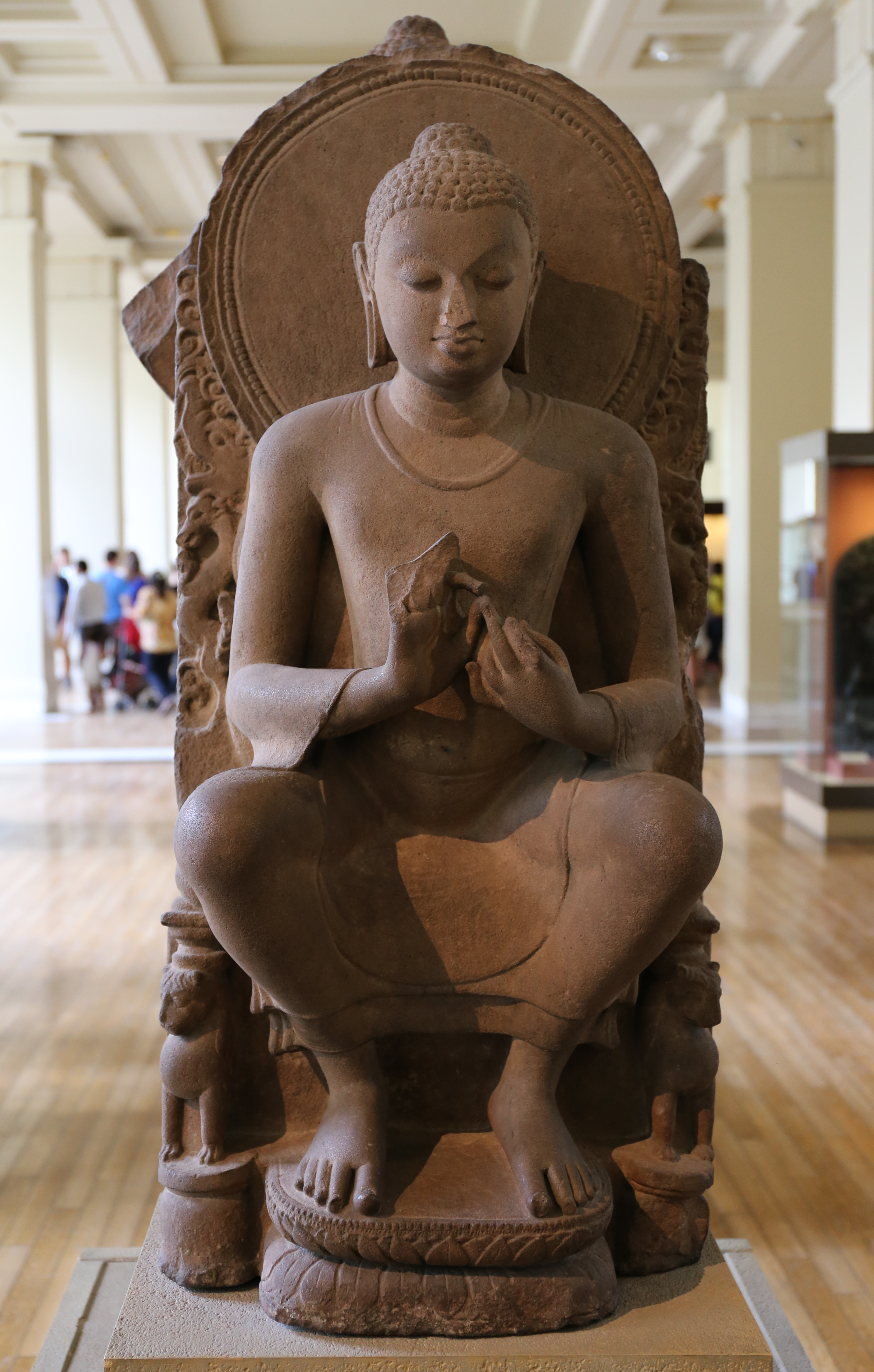
Buda assegut sobre un tron flanquejat per lleons amb el gest del dharmachakramudra, escola de Sarnath, període Gupta.
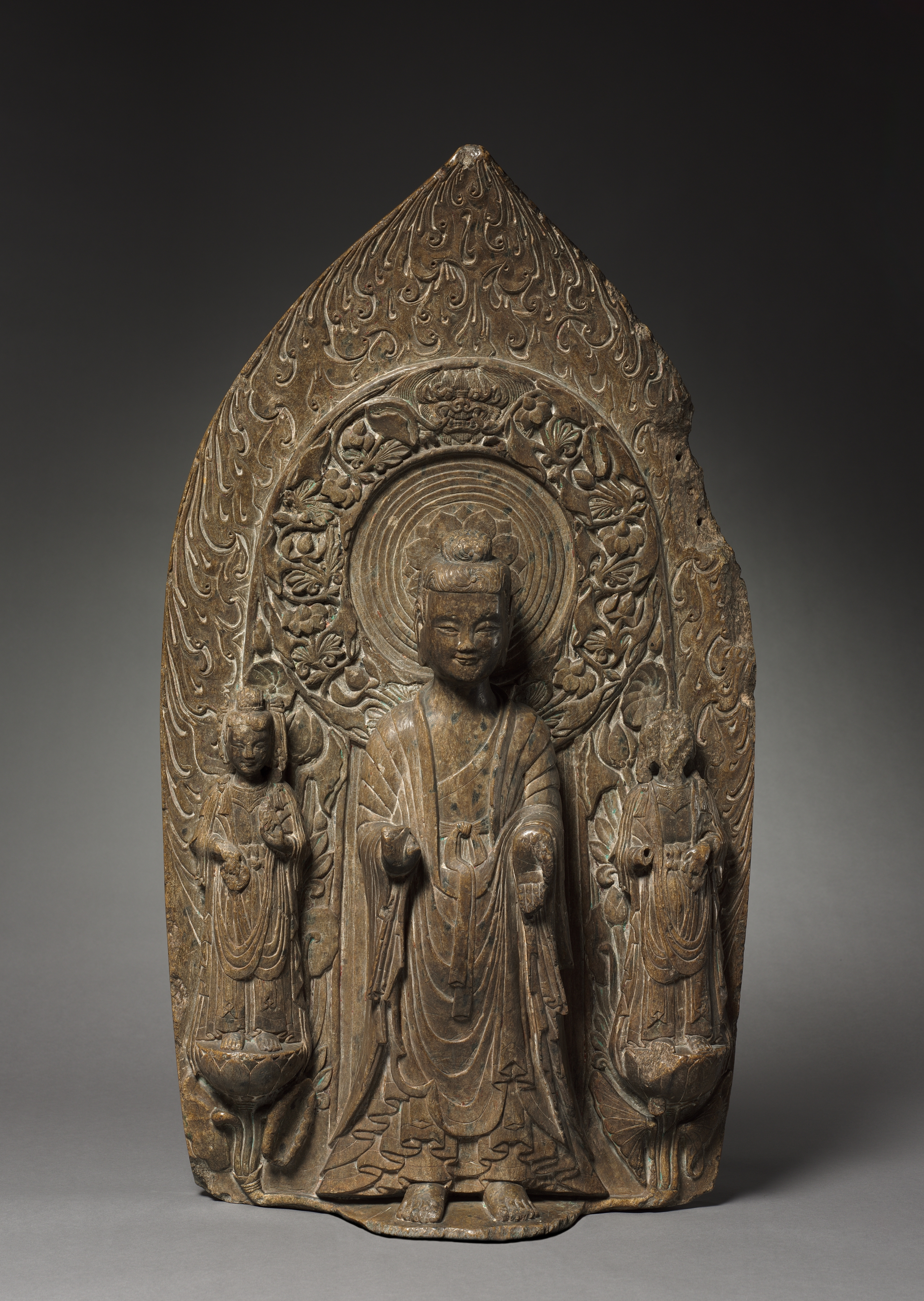
Estela xinesa en la qual apareixen Buda i dos bodhisattves, període Wei, c. 536 e.c.
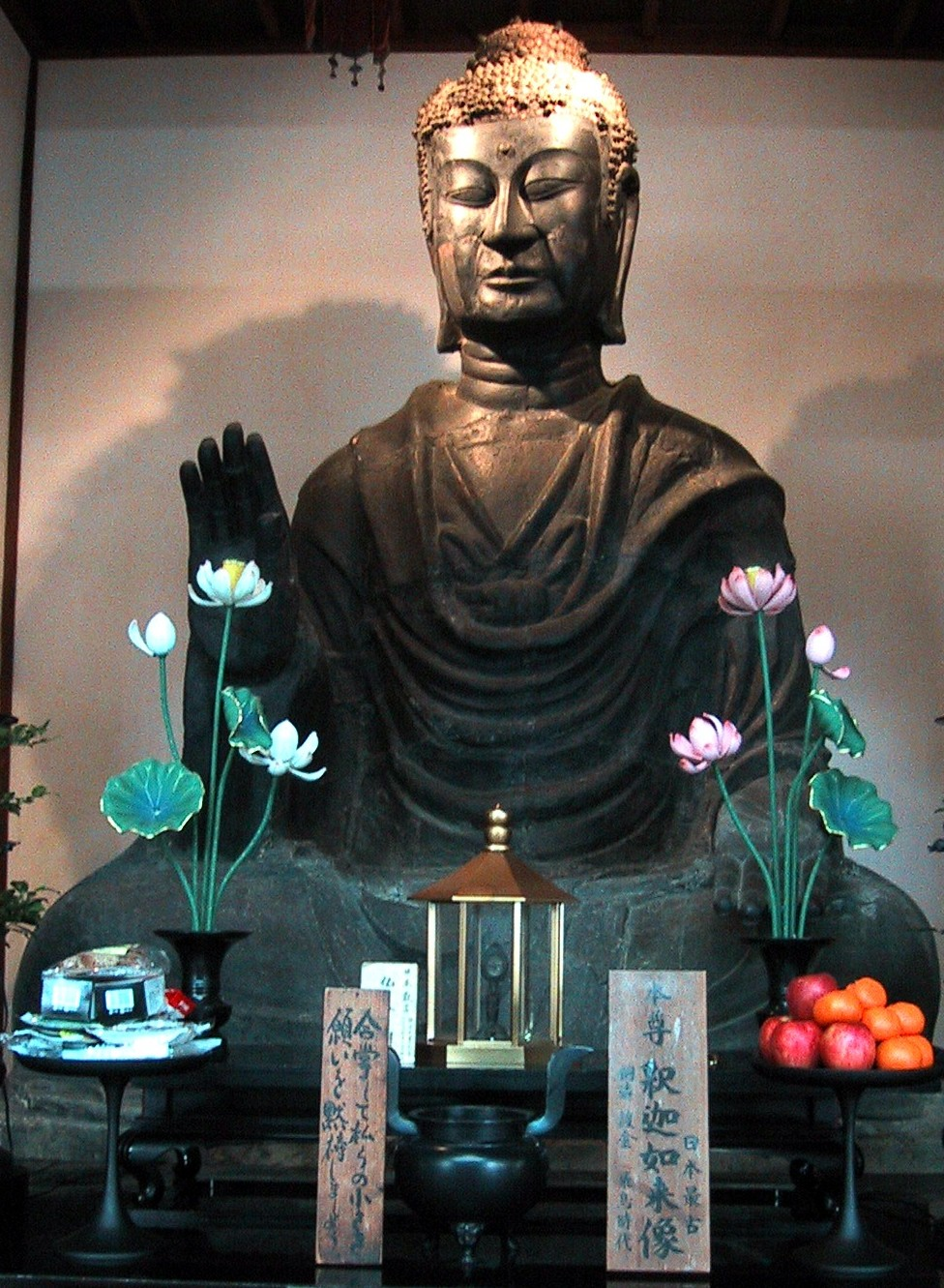
El bronze de Shakyamuni Daibutsu, c. 609, Nara, Japó.
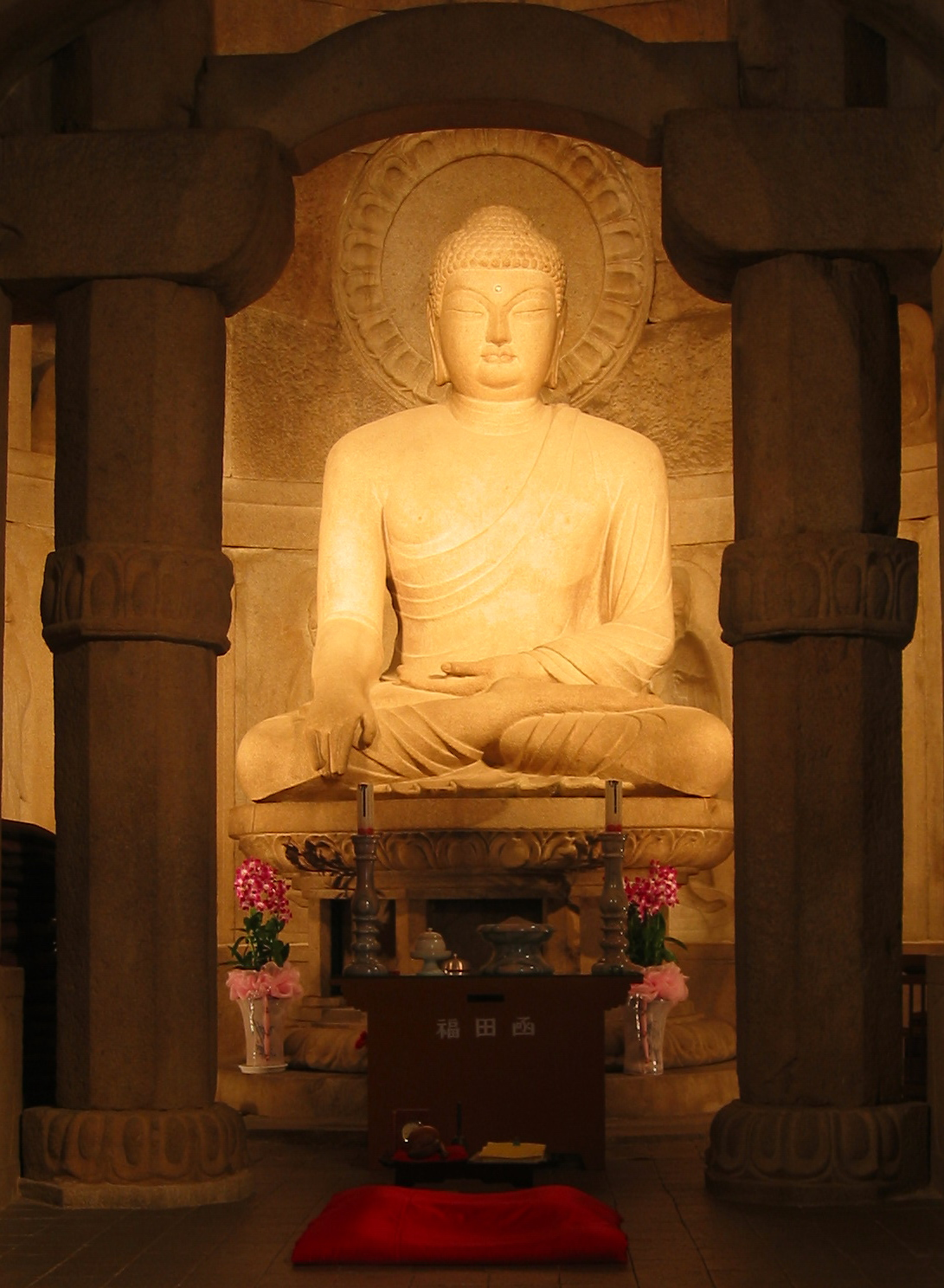
Buda de la cova Seokguram de Corea, c. 774 e.c.
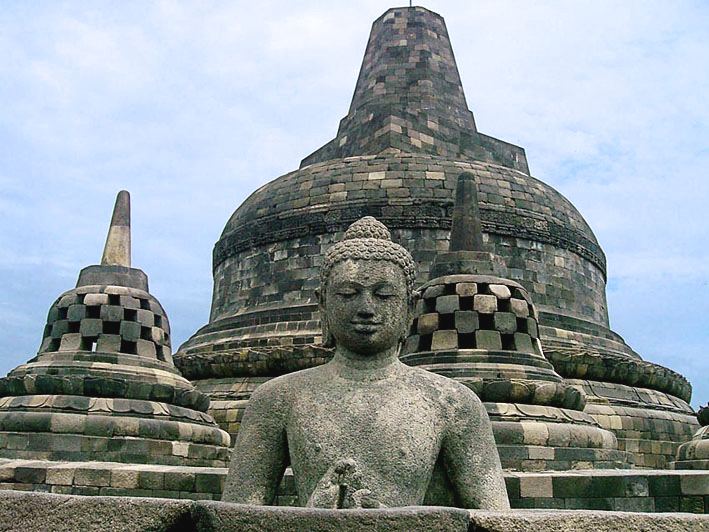
Buda a l'stupa del mandala de Borobudur, Java central, Indonèsia, c. 825.
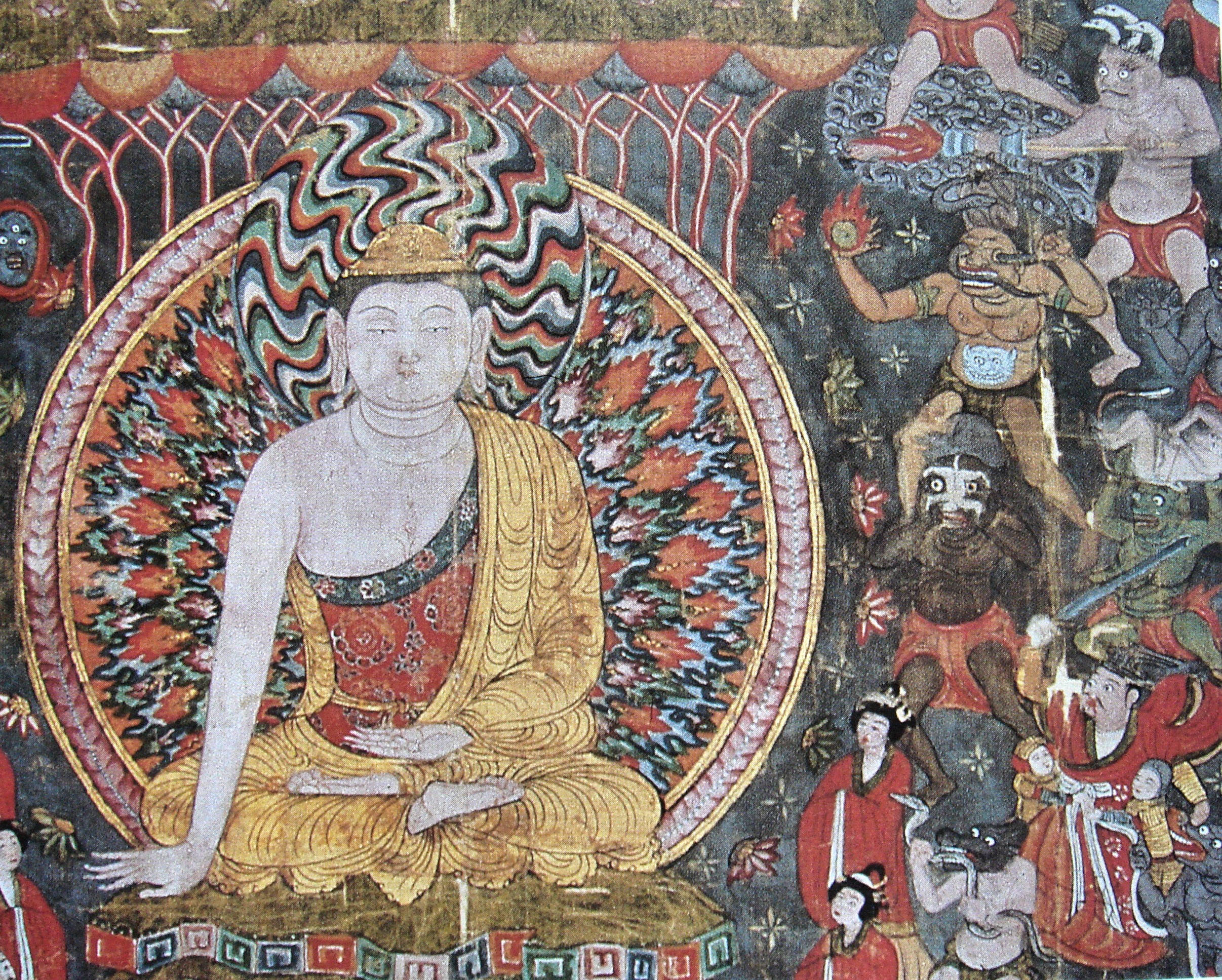
Pintura de l'atac de Mara, segle x, Dunhuang.
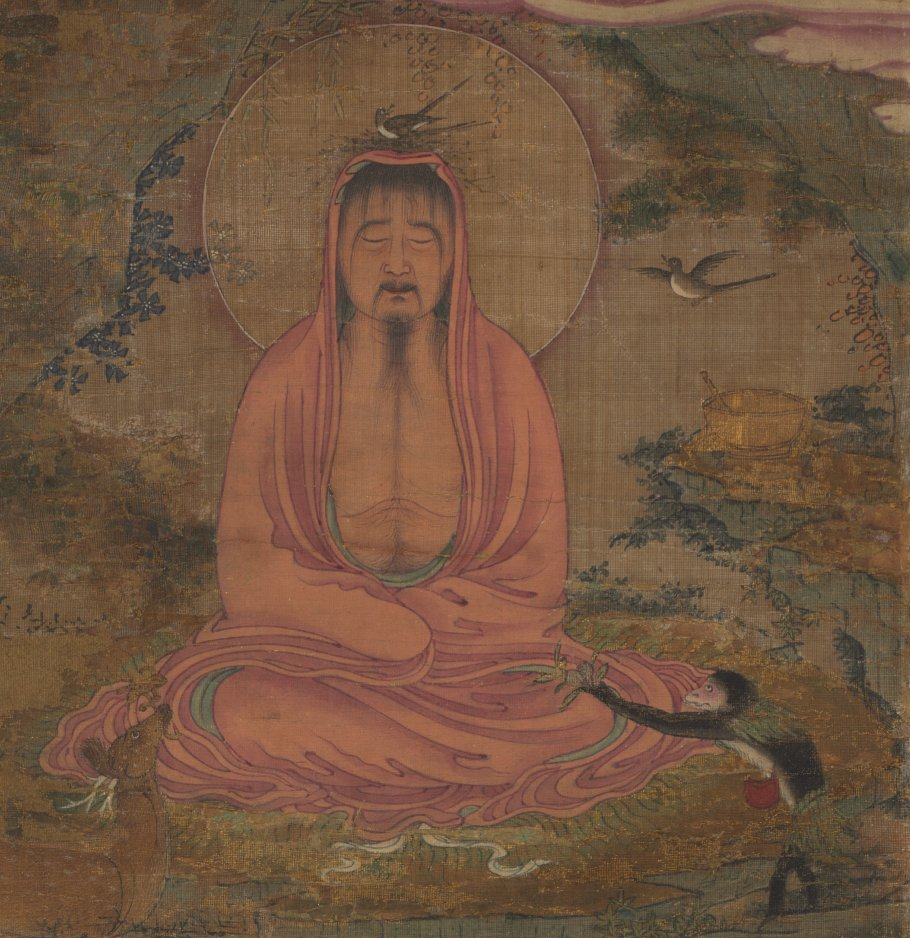
Pintura xinesa de Buda, c. 1600.
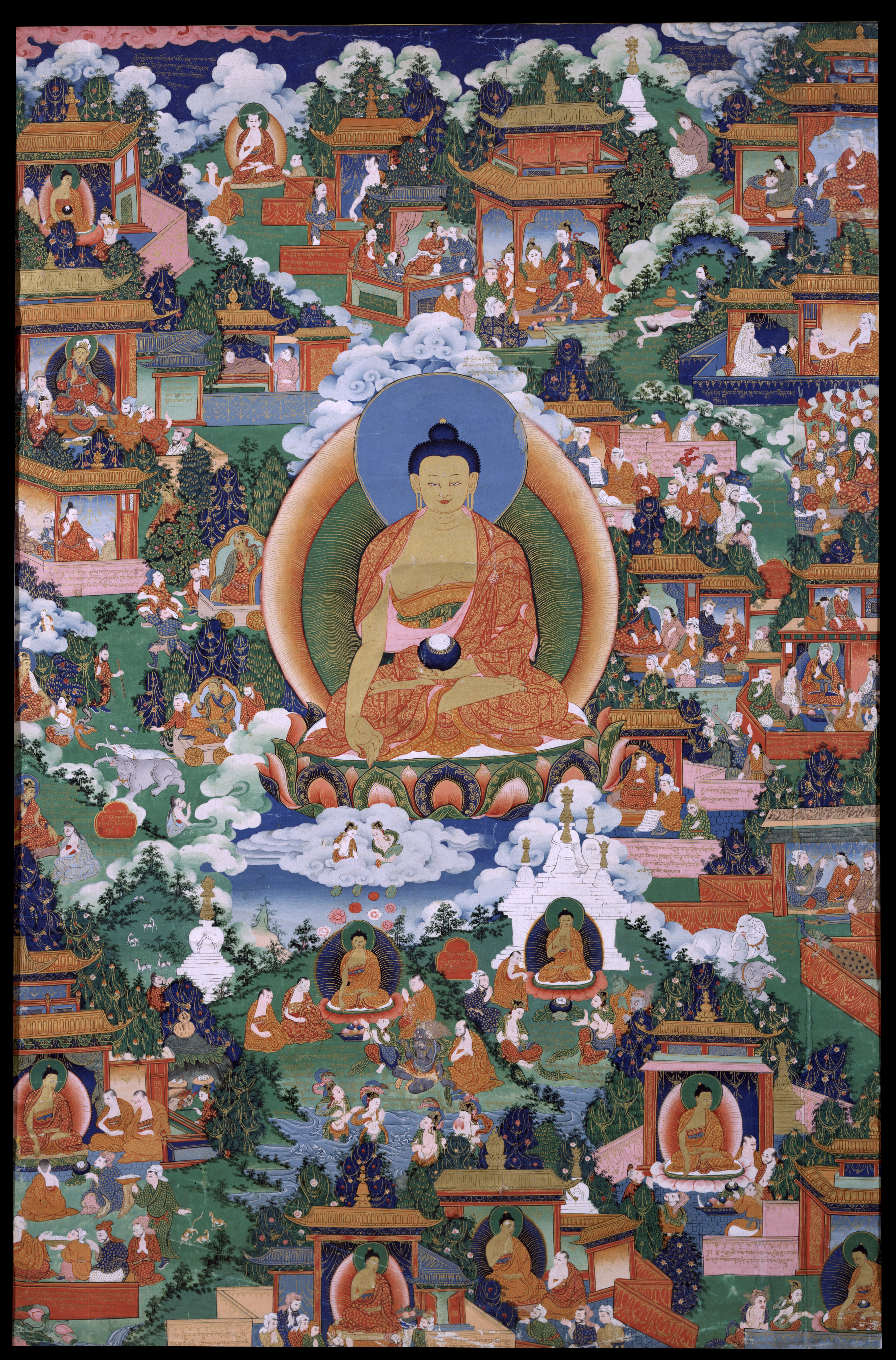
Buda amb escenes de la llegenda Avadana, segle xix, Tíbet.
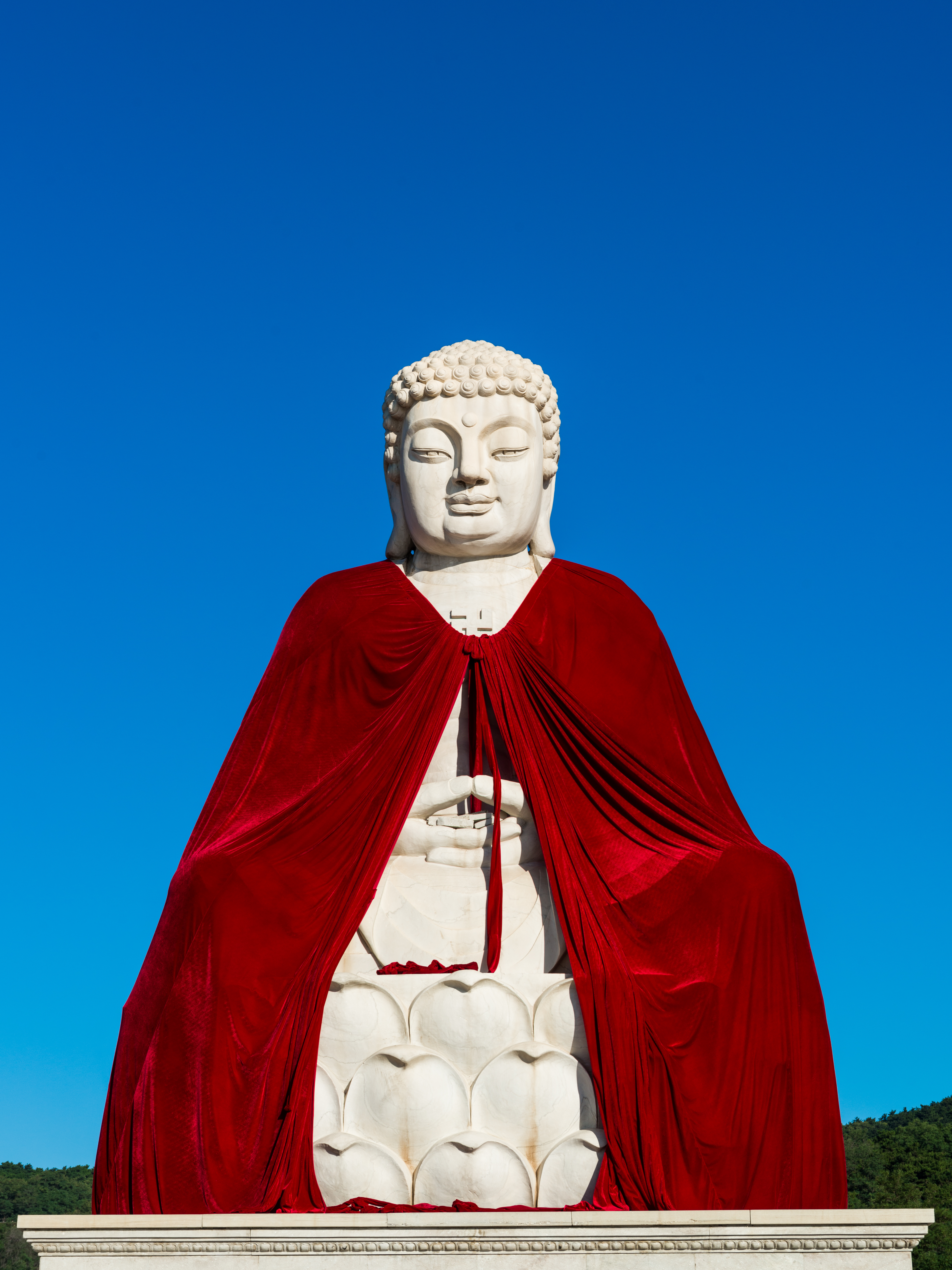
Estàtua de Siddharta Gautama, temple de Shanyuan, província de Liaoning, Xina.
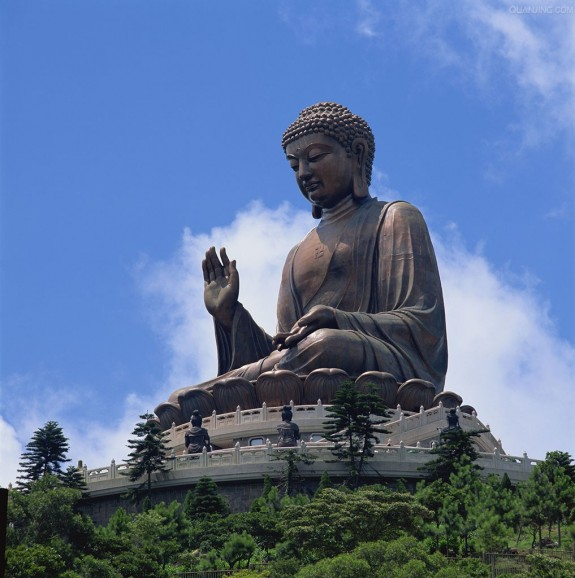
Imatge del Buda Gegant de Tian Tan, a Hong Kong, s. XX e.c.